# 日本における速度規制
日本における速度規制（にほんにおけるそくどきせい）では、日本の道路において、法令の下で車両などが出すことのできる最高の速度について説明する。括弧内は標識の番号である。

## 日本の法令

日本の最高速度標識

日本では1912年に自動車取締規則（制限速度16 km/h）が設けられて以降、車両の性能や社会的情勢などを踏まえ、時代に即した改正が続けられてきた。

### 通則
車両などは、その種類に応じて次に示す規制最高速度を超えて進行してはならない。すなわち、規制最高速度と同じ速度ならば進行しても良いが、1 km/hであっても規制最高速度より高い速度で進行してはいけない。追い越しをする際などに一時的に越える場合でも許されない。
以下、「最高速度」の道路標識 (323) や道路標示 (105) によって最高速度が指定されている区間を、単に最高速度が指定されている区間という。また、その指定されている最高速度は法的には指定最高速度という。
1. 車両（2 - 4号に挙げる車両を除く）
  - 最高速度が指定されている区間では、その速度（指定最高速度。以下同）
  - 指定されていない区間では、政令で定める最高速度（法定最高速度。以下同）
2. 原動機付自転車、125 cc以下の自動二輪車の通常牽引（牽引側・被牽引側ともに規定構造装置具備の場合をいう。以下同）、やむを得ず故障車などの牽引されるための構造及び装置を有しない車両を牽引している車両
  - 最高速度が指定されている区間であっても、その速度が法定最高速度を超える速度である場合には、（標識令上は指定されていないことになるので、）法定最高速度。指定最高速度が法定最高速度以下の場合には、指定最高速度[3]。
  - 指定されていない区間では、法定最高速度。
3. 緊急自動車
  - 最高速度が指定されている区間であっても、その速度が法定最高速度未満の速度である場合には、（標識令上は指定されていないことになるので、）法定最高速度。指定最高速度が法定最高速度以上の場合には、指定最高速度。
  - 指定されていない区間では、法定最高速度。
4. 路面電車、トロリーバス
  - 最高速度が指定されている区間であっても、その速度が軌道法で定める最高速度を超える速度である場合には、軌道法で定める最高速度。指定最高速度が軌道法で定める最高速度以下の場合には、指定最高速度。
  - 指定されていない区間では、軌道法で定める最高速度。

規制最高速度に違反するスピード違反車両を取り締まる場合の緊急自動車であるパトカー・白バイは、規制最高速度が制限なしとなる。自動車警ら隊のパトカーや高速道路交通警察隊・交通機動隊の高速パトカーなどによるスピード違反車両の取り締まりの場合がこれに該当する。
この他にも、同様に速度を制限する規制に徐行が存在するが、あくまで車両等がただちに停止することができるような速度を指し、具体的な速度は示されていない。

### 法定最高速度
道路標識が設置されない場合などに適用される法定最高速度（法定速度）は、次の区分に従い次のとおりとなる。ここで、本線車道とは、高速自動車国道または自動車専用道路の本線車線により構成する車道をいう。
1. 高速自動車国道の本線車道のうち、対面通行でない区間
  - 100 km/h（下記のいずれかに該当する自動車）
    - 大型乗用自動車、中型乗用自動車、車両総重量8トン未満かつ最大積載量5トン未満の中型貨物自動車（いわゆる特定中型貨物自動車以外の中型貨物自動車）、準中型自動車および普通自動車のうち、三輪自動車、牽引自動車[注釈 1]ではないもの
    - 大型自動二輪車および普通自動二輪車
    - 緊急自動車

  - 90 km/h
    - 前号以外の大型貨物自動車、車両総重量8トン以上または最大積載量5トン以上の中型貨物自動車（いわゆる特定中型貨物自動車）[注釈 2]

  - 80 km/h
    - 大型特殊自動車、三輪自動車、牽引自動車
2. 上記以外の道路
具体的には、一般道路、一般国道の自動車専用道路および高速自動車国道の本線車道のうち対面通行の区間（暫定2車線の非分離区間等）や登坂車線
  - 80 km/h（緊急自動車）
  - 60 km/h（自動車、自動二輪車）
  - 30 km/h（原動機付自転車）
3. 特例（故障車等をけん引する場合、及び125cc以下の自動二輪車または原動機付自転車の通常けん引または故障車等けん引）
  - 40 km/h（被けん引側が車両総重量2トン以下で、けん引側が車両総重量で被けん引側の3倍以上の自動車（125 cc以下の自動二輪車以外）の場合）
  - 30 km/h（前号および次号以外）
  - 25 km/h（125 cc以下の自動二輪車または原動機付自転車による通常けん引または故障車等けん引）

なお、大型乗用自動車および中型乗用自動車のうち後部座席にシートベルトが装備されていない旅客運送事業に供する自動車（保安基準の緩和された路線バスなど）は、上記の道路交通法の規定の適用による最高速度と、60 km/hの、いずれか低い方の速度を最高速度として運行するよう指導されている。
兵庫県などにみられる「市内全域」「町内全域」で指定最高速度40 km/hなどの区域規制を行っている自治体や、ゾーン30・ゾーン20などの任意の区域で指定最高速度の区域規制が実施されている場合、規制区域内は標識を設置しなければ40 km/hなどの区域規制標識で示された指定最高速度となるため、60 km/hの区間については60 km/h標識を設置しなければならない。

## 新たな速度規制基準の検討（一般道路）
この項目では、#最高速度の決め方（一般道路）節で使用される、2009年改定の速度規制基準の検討過程について記述する。

### 旧来の速度決定方法に対する国民の意識
一般道路の幹線道路(注1)では、最高速度の制限は多くの場合60,50,又は40 km/hに設定されています。この最高速度の制限についてどのように思いますか。
(注1)片側2車線以上（4車線以上）の道路で両側に歩道があり、主として
通過交通に利用されている道路。（2006年）
かつては最高速度は1966年（昭和41年）の速度規制基準で決められていた。
その後1979年（昭和54年）に基準が改定され、規制速度算出要領によって決められるようになった。これは、住宅や店舗が道路沿いにあるかなどで区分された算出表を用いて、車線数・車線幅や交差点の数、中央分離帯の有り無しをポイント化し、それを足した合計を四捨五入する形で決められるようになった。
この規制速度算出要領はおおむね実勢の75パーセンタイル速度（100台の自動車が通過した場合、速度が低い方から数えて75台目の速度）に相当するものであり、合理的な基準であったが、車線数によるポイントが大きいため、郊外の2車線（片側一車線）道路は安全な区間でもほぼ全て50 km/hが指定されることになる一方、車線数の多い都市部では60 km/h規制になることが多々あった。（とは言え、当時は法定速度が高速車 (60 km/h) と大型貨物等の中速車 (50 km/h) で異なっていたことにも留意する必要がある）
その後、中速車の区分が廃止されると共に、1992年（平成4年）から規制速度決定手法に関する調査研究（平成元年度）で決定された新たな標準規制速度算出表を基に道路構造、設計速度、交通の状況、交通事故の発生状況、沿道環境等の諸条件を総合的に勘案し、決定することになった。この基準によって、特に最高速度50 km/hが指定されていたような2車線道路で規制最高速度の引き上げが行われると同時に、事故防止や歩行者の保護などの理由で引き下げも行われた。
旧来の規制最高速度決定方式に対しては、2006年の調査で運転免許所持者の7割以上が「適当」「おおむね適当」と答えていた。
法定最高速度の上限60 km/hは1960年（昭和35年）から変更されておらず（ここでの法定最高速度の上限とは、最も高い法定最高速度が適用される車種の法定最高速度を指しており、法定速度を超える指定最高速度を標識等で指定する場合、日本には指定最高速度の上限を制限する法令は存在しない点に注意されたい）、さらに最後の規制速度の基準を決定した調査から（2006年度時点で）17年も経過しており、その間に道路状況は変化しているため新たな速度規制基準として設定することが求められた。

### 新しい規制速度の検討

#### 実勢速度の調査と85パーセンタイル速度の導入
新たな規制速度の検討にあたって、85パーセンタイル速度を使用し検討することになった。これは天候や他の交通の影響を受けない場合に85パーセントの自動車が超過しない速度、すなわち100台の自動車が通過した場合、速度が低い方から数えて85台目（高い方から数えて16台目）の自動車の走る速度であり、多くのドライバーにとって合理的で、速度制限の適切な基準であり、欧米では規制速度検討時の指標として利用されることが多い。従来の速度規制実施基準と実勢速度との関係はおおむね75パーセンタイル速度に相当するものであったから、従来よりやや速度が高い水準で検討が行われたことになる。
そこで、実勢速度を基にした速度規制を行うため、平成19年度に全国447地点で実勢速度の測定を行った。この速度データをもとに「市街地・非市街地」「車線数」「中央分離有無」「歩行者交通量」を変数とした数量化I類モデルを作成した。
| アイテム         | カテゴリー | カテゴリー   | カテゴリー係数 （回帰係数） | カテゴリー係数 （回帰係数） |
| ---------------- | ---------- | ------------ | --------------------------- | --------------------------- |
| 市街地・非市街地 | X1         | 市街地       | a1                          | -3.54                       |
| 市街地・非市街地 | X2         | 非市街地     | a2                          | 2.73                        |
| 車線数           | X3         | 2車線        | a3                          | -3.55                       |
| 車線数           | X4         | 4車線以上    | a4                          | 3.34                        |
| 歩行者交通量     | X5         | 多い         | a5                          | -3.86                       |
| 歩行者交通量     | X6         | 少ない       | a6                          | 1.28                        |
| 中央分離の有無   | X7         | 中央分離あり | a7                          | 0.15                        |
| 中央分離の有無   | X8         | なし         | a8                          | -0.10                       |
| 定数項           |            |              |                             | 62.89                       |

これらの数値を足し合わせて実勢速度を推定する。最も遅い区分では51.9 km/h（a1+a3+a5+a8+定数項）、最も速い区分では70.4 km/h（a2+a4+a6+a7+定数項）であった。
この数量化I類モデルを利用し、すべての要素と定数項を足し合わせて実勢速度を推定したのち、2008年（平成20年）に再び全国509地点の速度データから実測速度とモデル推定速度の適合度を検証したところ、乖離は最大で4.9 km/hであり、若干の乖離があるものの実測値とほぼ等しい結果が得られた。このモデル推定速度を使用して規制速度を検討する。

#### 基準速度の設定
一般道路では、法令で自動車の最高速度は60 km/hになっています（道路標識等により異なる最高速度が指定されている場合はこれに従うことになります。）。この法定の最高速度についてどのように思いますか。（2006年）
しかしながら、実勢速度は一般運転者が道路の状態や経験などから選択した速度によるもので、運転者によって視覚的に認識された危険性のみによって決定されている。そのため、非市街地でも住居が存在することを考えると、日本でドライバー本位の速度である実勢速度をそのまま規制速度としてしまうと交通事故が増加する恐れがあるため、交通事故抑制の観点から実勢速度である85パーセンタイル速度よりも低い速度制限を設ける必要がある。
そこで新たな全国一律の規制速度の基準となる速度として「基準速度」が導入されることになった。
基準速度の決定にあたって市街地、中央分離施設の設置されていない区間では事故の危険が高いことや、歩行者保護の観点を考慮したうえで85パーセンタイル速度を補正し10 km/h単位で設定されている。
ただし、日本の一般道路の多くは走行速度60 km/hを目標とした設計が行われているため、基準速度の上限は60 km/hに設定された。なお、法定速度 (60 km/h) については免許所持者に対する調査でも77.2 %が「今のままでよい」と回答している。
規制速度の決定においては、現場の状況に応じてこの基準速度を最大限尊重しつつ、原則10 km/hの範囲で補正を行い最高速度を決定する。ただし、後述するように実際の基準では基準速度60 km/hについては70 km/hへの上方補正を原則として行わないよう変更された。

#### トラフィック機能に特化した道路
規制最高速度の設定には区分ごとの実勢速度を基にして決定された基準速度を用いる。しかしながら、平成19年度（2007年）調査では、85パーセンタイル速度が80 km/hを超えるような道路が存在しており、これは基準速度の決定に使用された実勢速度を大きく上回っている。このような道路の中には道路構造の水準が高く、走行上の危険因子が少ない自動車の走行性を重視した道路が存在した。そのため、基準速度±10 km/hの範囲で設定した場合、道路の実態とかけ離れた速度が指定される可能性がある。
地域高規格道路の宇都宮北道路では、2005年（平成17年）11月から主要区間の最高速度が60 km/hから80 km/hに引き上げられており、このような事例に基づき、歩行者が極端に少なかったり、道路の見通しが良いなど安全が確保される区間においては、基準速度の補正範囲内にとらわれることなく、個別に60 km/hを越える速度の指定を検討する。
| 分類     | 特徴 |
| -------- | --- |
| 道路構造 | - 立体交差（他道路との交差がない） - 沿道からの出入が制限されている （あるいは出入箇所が極めて少ない） - 一定の区間長を有する - 交差点間隔が長い - 道路線形が良い（直線に近い） - 視距が良い（見通しが良い） 等 |
| 交通特性 | - 歩行者、自転車、原付の通行が規制されている （あるいは通行量が極めて少ない） 等 |

※ 一例であり、トラフィック機能特化道路の絶対条件ではない。
後述するように、トラフィック機能特化道路の基準には大幅な変更が加えられており、実際の基準とは大きく異なる点に注意されたい。

#### 生活道路

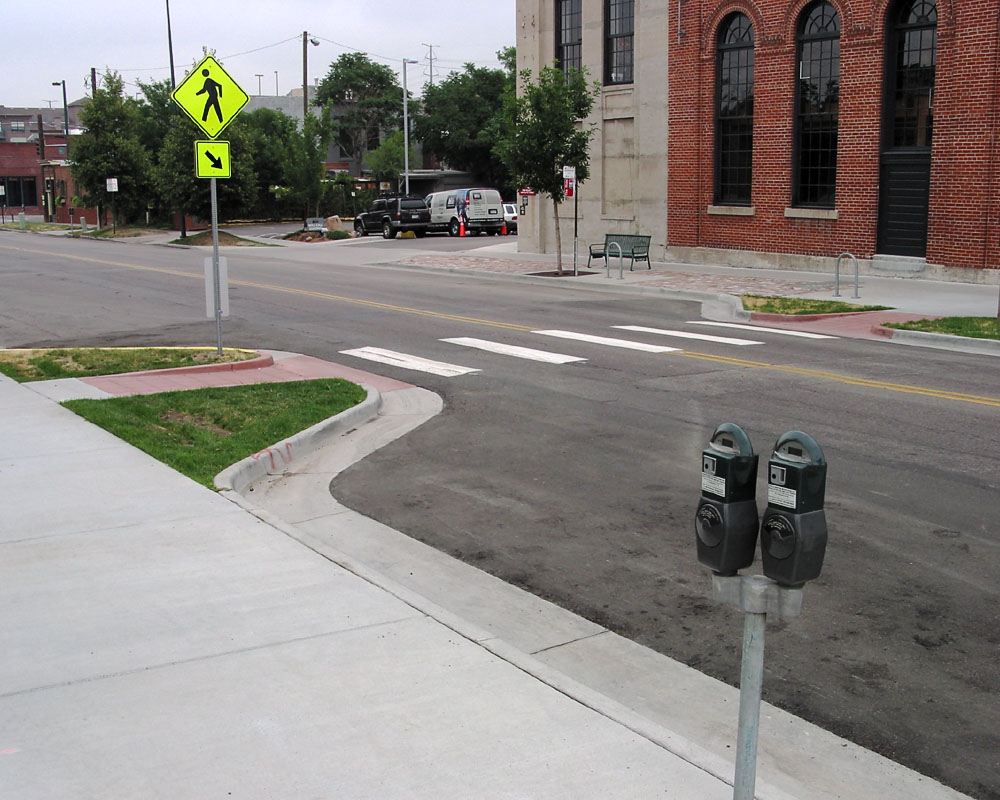
速度の低下を目的として設置されている狭窄（狭さく）

ブレーキを踏んだ際の停止距離は速度が大きくなるほど伸びる他、歩行者・自転車と自動車との接触時の速度が30 km/hを超えると急激に死亡率が高まるとされる。したがって生活道路では30 km/h以下の指定最高速度を設定することとした。
同時に大型自動車通行止め規制や、速度の低下を目的として舗装を盛り上げて凸型にするハンプ、車道を屈折させるクランク、車道部分を狭くする狭窄（狭さく）や車道を蛇行させるスラロームを設置したり、中央線の抹消や路側帯の設置、防護柵を設置する取り組みが行われている。

### 規制速度の決定

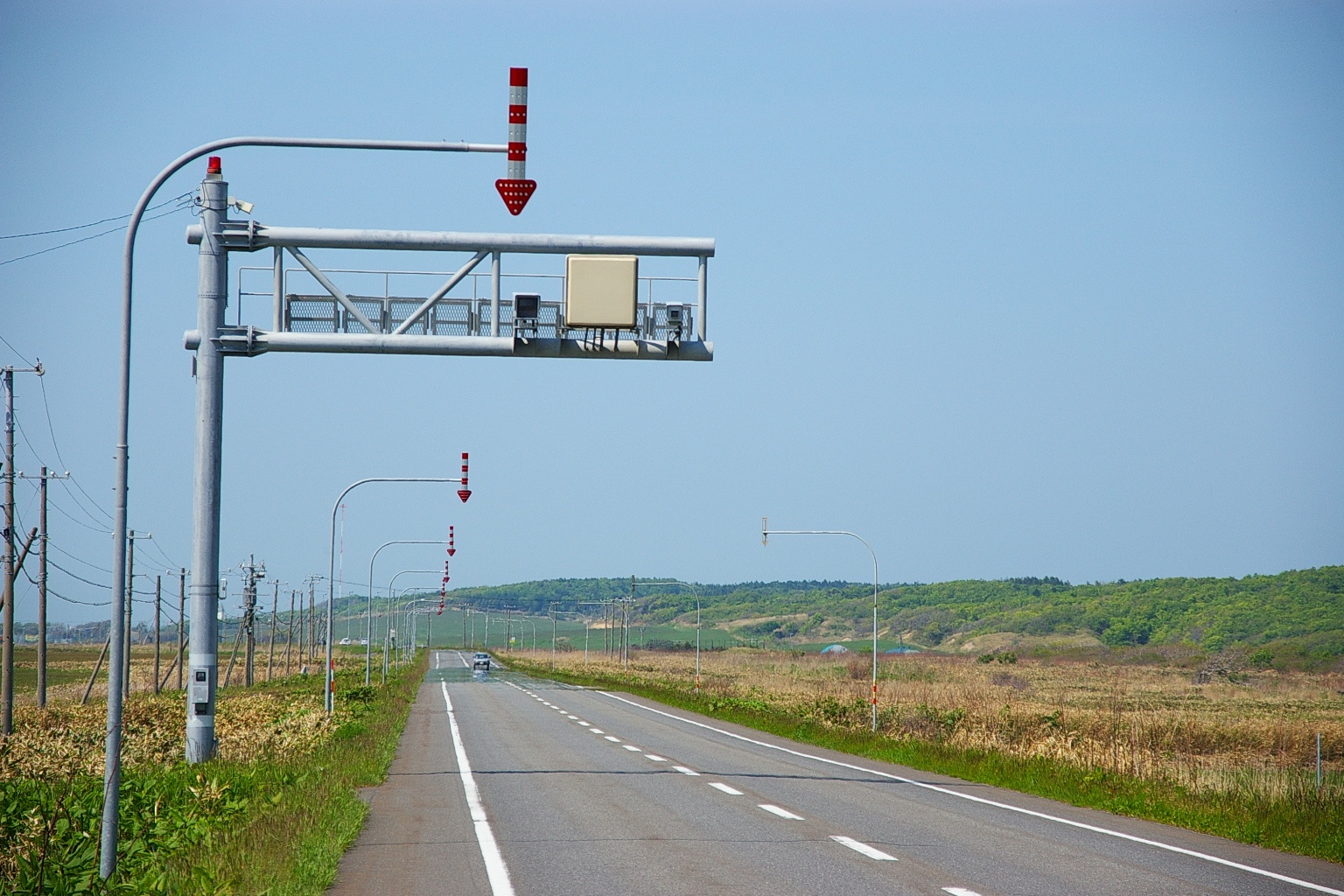
見通しが良く、速度が出やすい道路の例新しい速度基準では一般道路でも補正の範囲内で70 km/h、場合によってはそれ以上の最高速度が指定される可能性があった。しかしながら、最終的にはこのような道路では60 km/hを超える速度は指定しないと決定された。

警察庁は2009年10月29日に通達を出し、規格の高い一般道路（中央分離帯があり、立体交差化された第3種1級や第3種2級の道路）については法定最高速度 (60 km/h) を超える80 km/hまでの設定を認め、その他の一般道路についても実勢速度を基に40 - 60 km/hの基準速度を定め、個別の状況に応じて原則として基準速度から±10 km/hの範囲で各都道府県警察が公安委員会の認可を受けて規制速度を設定するという方針を伝達した。
なお、検討委員会により作成された規制速度決定方法をそのまま導入したわけではなく、以下のような差異が見られる。
| 規制速度決定の在り方に関する調査研究 | 実際に決定された交通規制基準 |
| --- | --- |
| 生活道路では30 km/h以下とする | 生活道路では30 km/hとし、原則として30 km/h未満の速度は指定しないとした（20 km/hは例外） |
| 実勢速度を引き下げて決定した基準速度から、±10 km/hまでの補正を行い規制速度を決定する ただし、一般道路の多くは走行速度60 km/hを目標とした設計条件でネットワークが構築されていることから、基準速度の上限は60 km/hとする | （追加）一般道路においては、原則として70 km/h以上の最高速度は指定しないこと（自動車の通行機能を重視した構造の道路は除く） 基準速度の上限の他、補正にも上限が加わり、基準速度60 km/hの道路の上方補正は安全な区間であっても行わず、70 km/hの最高速度は原則として指定しないとした    |
| トラフィック機能に特化し、かつ安全が確保される区間においては、基準速度にとらわれることなく、60 km/hを越える規制速度を指定することも検討する                                                                           | 「自動車の通行機能を重視した構造の道路」は原則として上下線分離や立体交差等が必要条件となった 「自動車の通行機能を重視した構造の道路」かつ「安全が確保された道路」の最高速度は70 km/h以上を原則とするとした一方、そのような道路でも原則として80 km/hを超える速度は指定しないとした |

特に、基準速度60 km/hの道路は原則として70 km/hへの上方補正を行わないとした他、「自動車の通行機能を重視した構造の道路」についても「一般道路のうち、道路構造の水準が高く、走行上の危険因子が少ない自動車の走行性を重視した道路」と定義しているものの、原則として上下線分離や立体交差が必要となったため、車道を横断する交通が存在する交差点や脇道がある区間は無条件で60 km/h以下となり、一般道路での70 km/h以上の指定は極めて限定されることになった。しかし一般道において70 km/h以上の指定最高速度を指定することについては免許所持者にも慎重な意見が多く、一般道路の法定速度 (60 km/h) について「今のままでよい」と「制限速度を下げる」を合わせるとおよそ8割にも上る他、道路の現在の規制速度を引き上げることについても、生活道路・幹線道路共に反対が賛成を上回っており、多くの運転者の意識にも適合する変更である。

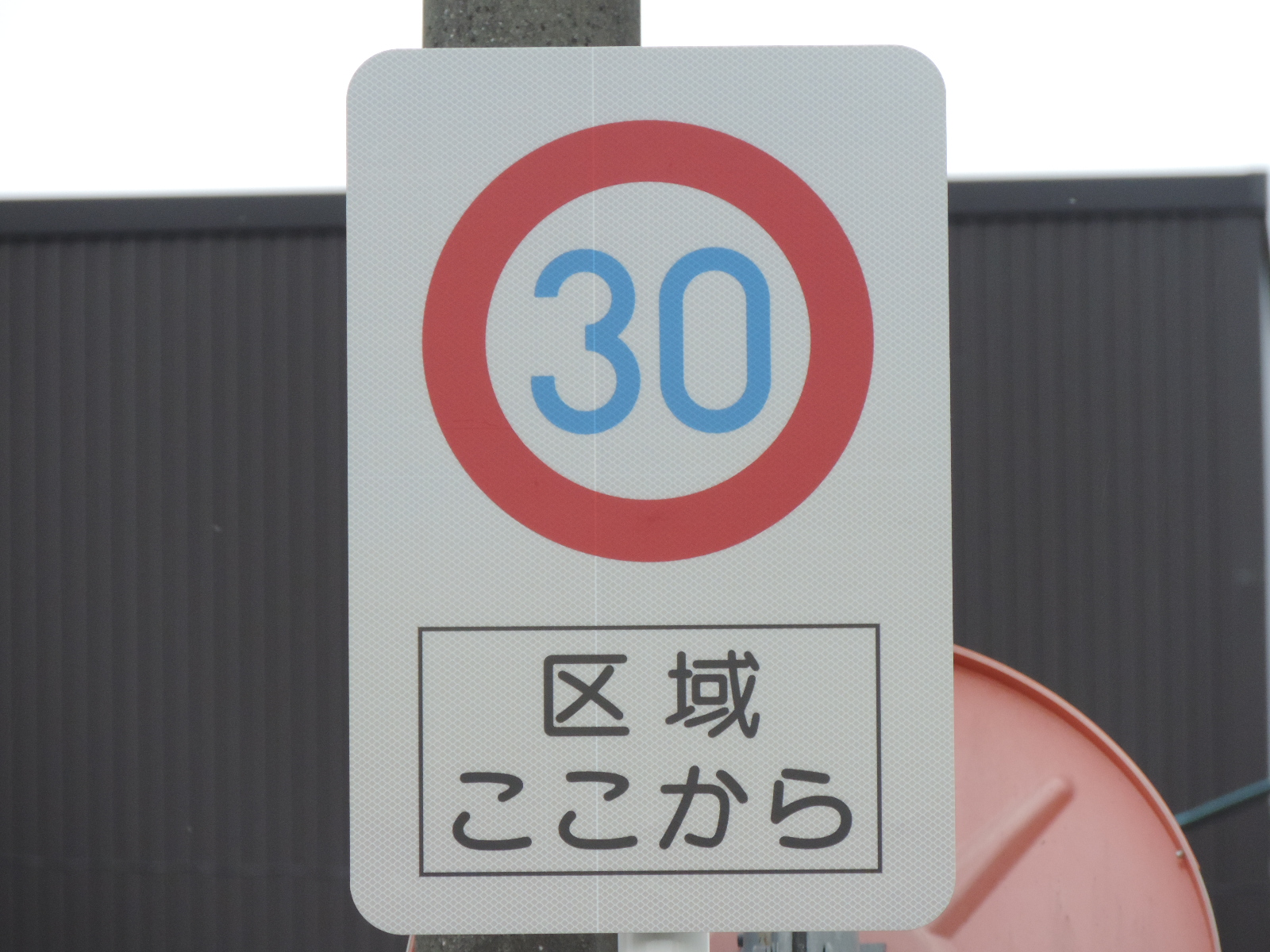
30 km/hの区域規制（ゾーン30）の入口を示す標識

生活道路については原則30 km/hに設定する方針を定めたことにより、多くの生活道路の規制最高速度が引き下げられた一方で、指定最高速度20 km/hは原則として指定しないことになり、20 km/hの区間は減りつつある。一方で京都などでは30 km/hから20 km/hへの変更の動きもある。
この通達により40 km/hや50 km/hの道路が法定速度 (60 km/h) に引き上げられたり、バイパスなどの地域高規格道路では80 km/hや70 km/hに引き上げられるケースも出た。同時に歩行者保護のため、30 km/h区域（ゾーン30）の規制を行うなど多数の道路で速度の引き下げを行っている。

## 最高速度の決め方（一般道路）

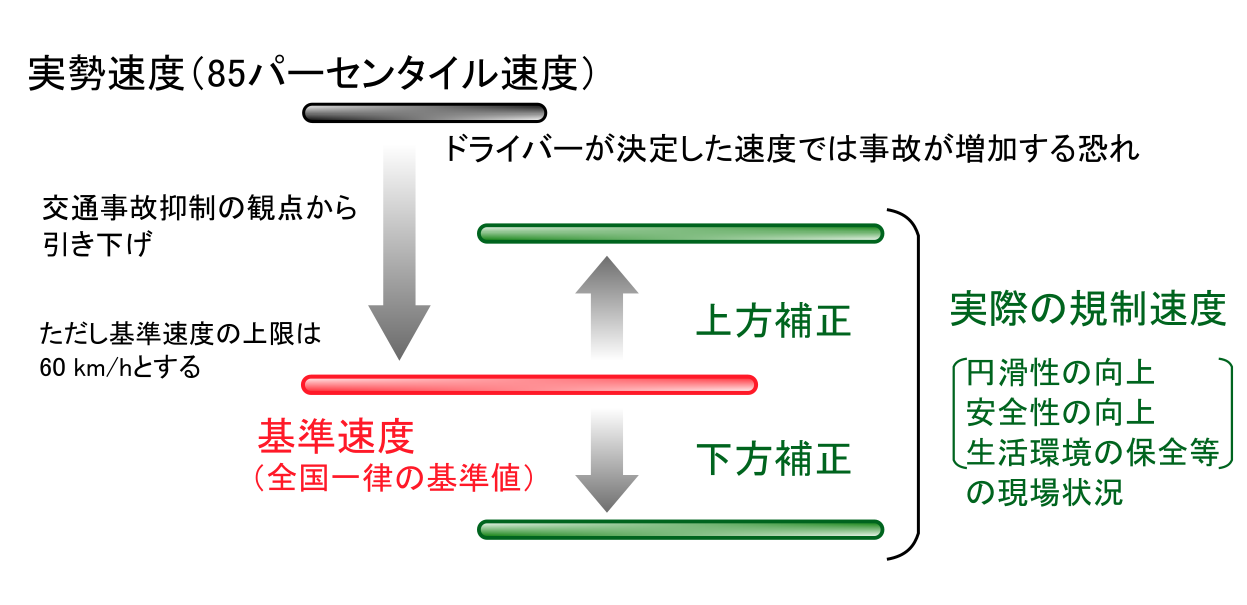
実勢速度を基にした一般道路の最高速度の設定
日本の最高速度の決定には実勢速度（85パーセンタイル速度）を使用している。ただし、ドライバー本位の速度である実勢速度で走行することは危険であるから、交通事故抑制を考慮した実勢速度より低い「基準速度」を設定し、必要であれば原則10 km/hの範囲で補正を行い最高速度が決定される。

前節で決定された基準により、平成21年度（2009年度）警察庁通達に基づき、一般道路（高速自動車国道および自動車専用道路を除く道路）では以下のように規制速度を決定する。
- 一般道路（生活道路及び自動車の通行機能を重視した構造の道路を除く。）

1. 下記の基準速度一覧表より、道路に合致する基準速度を決定する。
一般道路においては実勢速度（85パーセンタイル速度）を基に規制速度を検討している。ただし、実勢速度は一般運転手によって決定されたドライバー本位の速度であり、このような速度を規制速度としてしまうと交通事故が増加する危険性がある[15]。
そのため、事故の危険性が懸念される実勢速度より低い速度で走行するよう、道路の区分ごとに実勢速度を推定した上で、歩行者等の保護など交通事故抑制の観点を考慮して、実勢速度を引き下げて決定された基準速度を導入している。ただし、日本の一般道路の多くは走行速度60 km/hを目標とした設計が行われているとして、基準速度の上限は60 km/hに設定された。
2. 表から決定した基準速度を最大限尊重しつつ、補正要因の例示を参考にして原則として±10 km/hの範囲で補正を行い、規制速度を決定する。なお、表の要素以外による補正も可能である。

- 生活道路は原則30 km/hとする。（原則であり、ここから補正を行うわけではない）
- 「自動車の通行機能を重視した構造の道路」かつ「安全が確保された道路」については原則70 km/hまたは80 km/hとする。（ここから補正を行うわけではない）

ただし、前節で述べたように、基準速度60 km/hについては原則として70 km/hへの上方補正を行わないことが決定された。したがって、基準速度60 km/hの場合は、補正なし、または下方補正（50 km/h）のみが可能である。
| 区分     | 地域 | 車線数 | 中央分離 | 歩行者交通量 | 85パーセン タイル速度 | 基準速度                    | 基準速度の決定時に考慮した要因 （実勢速度からの引き下げの理由） |
| -------- | --- | --- | --- | --- | --- | --------------------------- | --- |
| 1        | 市街地 | 2車線 | - | 多い | 51.9 km/h | 40 km/h                     | 市街地，歩行者 |
| 2        | 市街地 | 2車線 | - | 少ない | 57.1 km/h | 50 km/h                     | 市街地 |
| 3        | 市街地 | 4車線以上 | あり | 多い | 59.0 km/h | 50 km/h                     | 市街地，歩行者 |
| 4        | 市街地 | 4車線以上 | あり | 少ない | 64.1 km/h | 60 km/h                     | 市街地 |
| 5        | 市街地 | 4車線以上 | なし | 多い | 58.7 km/h | 50 km/h                     | 市街地，歩行者，中央分離 |
| 6        | 市街地 | 4車線以上 | なし | 少ない | 63.9 km/h | 50 km/h                     | 市街地，中央分離 |
| 7        | 非市街地 | 2車線 | - | 多い | 58.2 km/h | 50 km/h                     | 歩行者 |
| 8        | 非市街地 | 2車線 | - | 少ない | 63.3 km/h | 60 km/h                     | 基準速度の上限値 |
| 9        | 非市街地 | 4車線以上 | あり | 多い | 65.3 km/h | 60 km/h                     | 歩行者 |
| 10       | 非市街地 | 4車線以上 | あり | 少ない | 70.4 km/h | 60 km/h                     | 基準速度の上限値 |
| 11       | 非市街地 | 4車線以上 | なし | 多い | 65.0 km/h | 50 km/h                     | 歩行者，中央分離 |
| 12       | 非市街地 | 4車線以上 | なし | 少ない | 70.1 km/h | 60 km/h                     | 中央分離 |
| (参考)   | 生活道路 主として地域住民の日常生活に利用される道路で 自動車の通行よりも歩行者・自転車の安全確保が優先されるべき道路 注±10 km/hの補正を行う基準速度とは異なり、この速度から補正を行うわけではない。                                                                                            | 生活道路 主として地域住民の日常生活に利用される道路で 自動車の通行よりも歩行者・自転車の安全確保が優先されるべき道路 注±10 km/hの補正を行う基準速度とは異なり、この速度から補正を行うわけではない。                                                                                            | 生活道路 主として地域住民の日常生活に利用される道路で 自動車の通行よりも歩行者・自転車の安全確保が優先されるべき道路 注±10 km/hの補正を行う基準速度とは異なり、この速度から補正を行うわけではない。                                                                                            | 生活道路 主として地域住民の日常生活に利用される道路で 自動車の通行よりも歩行者・自転車の安全確保が優先されるべき道路 注±10 km/hの補正を行う基準速度とは異なり、この速度から補正を行うわけではない。                                                                                            | 生活道路 主として地域住民の日常生活に利用される道路で 自動車の通行よりも歩行者・自転車の安全確保が優先されるべき道路 注±10 km/hの補正を行う基準速度とは異なり、この速度から補正を行うわけではない。                                                                                            | 30 km/h (±0)                | ただし、例えば - 高齢者の歩行者等の割合が高く 車両との衝突時の被害軽減を特に図る必要がある道路 - 通学路のうち特に必要がある道路 - 地域住民から強い要望がある道路 - 通行止め規制を実施したいが やむを得ない事情により自動車の通行を制限できない道路 等においては、個別の道路交通環境の実態を踏まえつつ 20 km/hを指定することができ、京都などでは30 km/hから20 km/h規制への変更の動きもある。 - また、徐行は更に低速の規制と考えることもできる。 |
| (参考)   | 自動車の通行機能を重視した構造の道路 一般道路（高速自動車国道および自動車専用道路を除く）で、原則として次のいずれにも該当する道路 1. 設計速度が60 km/h以上 2. 立体交差化 3. 上下線分離 かつ安全が確保された道路 注±10 km/hの補正を行う基準速度とは異なり、この速度から補正を行うわけではない。 | 自動車の通行機能を重視した構造の道路 一般道路（高速自動車国道および自動車専用道路を除く）で、原則として次のいずれにも該当する道路 1. 設計速度が60 km/h以上 2. 立体交差化 3. 上下線分離 かつ安全が確保された道路 注±10 km/hの補正を行う基準速度とは異なり、この速度から補正を行うわけではない。 | 自動車の通行機能を重視した構造の道路 一般道路（高速自動車国道および自動車専用道路を除く）で、原則として次のいずれにも該当する道路 1. 設計速度が60 km/h以上 2. 立体交差化 3. 上下線分離 かつ安全が確保された道路 注±10 km/hの補正を行う基準速度とは異なり、この速度から補正を行うわけではない。 | 自動車の通行機能を重視した構造の道路 一般道路（高速自動車国道および自動車専用道路を除く）で、原則として次のいずれにも該当する道路 1. 設計速度が60 km/h以上 2. 立体交差化 3. 上下線分離 かつ安全が確保された道路 注±10 km/hの補正を行う基準速度とは異なり、この速度から補正を行うわけではない。 | 自動車の通行機能を重視した構造の道路 一般道路（高速自動車国道および自動車専用道路を除く）で、原則として次のいずれにも該当する道路 1. 設計速度が60 km/h以上 2. 立体交差化 3. 上下線分離 かつ安全が確保された道路 注±10 km/hの補正を行う基準速度とは異なり、この速度から補正を行うわけではない。 | 70 km/h または 80 km/h (±0) | 70 km/h以上の最高速度を指定する場合は交通事故発生状況を考慮するとともに · 原則として歩行者、軽車両及び原付の通行止め規制を実施すること |
| 1. 2. 3. | | | | | |                             | |
|          | ここでは自動車専用道路に近い構造の一般道路について解説している。道路管理者により自動車専用道路に指定されている道路については、#最高速度の決め方（高速道路）節を参照。 | | | | |                             | |

- 市街地：DID（人口集中地区）、非市街地：DID 以外
- 車線数：上下線合計。3車線の場合は、2車線の基準速度に準じて設定する。
- 中央分離：物理的施設（縁石、柵等）により判別。チャッターバーやポストコーンによるものは「分離なし」とする。
- 歩行者交通量：規制速度決定時点で最新の道路交通センサスのデータを使用する。
なお、道路交通センサスのデータがない道路においては、実測によるものとし、新設道路においては道路交通環境が類似した道路の歩行者交通量を参考とする。

歩行者交通量多い
市街地　：701 人/12 h以上
非市街地：101 人/12 h以上
歩行者交通量少ない
市街地　：700 人/12 h以下
非市街地：100 人/12 h以下
| 観点           | 基準速度を下方補正するケース （原則-10 km/hまで）                                   | 基準速度を上方補正するケース （原則+10 km/hまで）                                   |
| -------------- | ----------------------------------------------------------------------------------- | ----------------------------------------------------------------------------------- |
| 安全性の確保   | 交通事故が多い 重大事故の発生割合が高い                                             | 交通事故が少ない 重大事故の発生割合が低い                                           |
| 生活環境の保全 | 人家、商店が多い 通学路である 大気汚染、騒音に配慮する必要がある                    | 人家、商店が少ない 通学路でない                                                     |
| 道路構造       | 歩道が設置されていない 視距が確保されていない 道路線形が悪い 路肩が確保されていない | 歩道が設置されている 視距が確保されている 道路線形が良好である 路肩が確保されている |
| 沿道状況       | 沿道出入口が多い 交差点間隔が短い                                                   | 沿道出入口が少ない 交差点間隔が長い                                                 |
| 交通特性       | 大型車混入率が高い 歩行者・自転車が多い 実勢速度が低い                              | 大型車混入率が低い 歩行者・自転車が少ない 実勢速度が高い                            |

- これ以外の要因による補正も否定されるものではなく、これ以外の要因[注釈 5]による補正も可。
- 全ての要因に該当していなければ、補正してはならないものではない。

ただし、前述のように基準速度60 km/hについては原則として70 km/hへの上方補正を行わないことが決定されたため、基準速度60 km/hの場合は、補正なし、または下方補正（50 km/h）のみが可能である。

## 最高速度規制の見直し

### 旧基準での見直し
2009年に現在の速度規制基準へと改定される以前にも、1992年から規制速度決定手法に関する調査研究（平成元年度）に基づく速度規制の見直しが行われており、2003年（平成15年）から2007年（平成19年）に規制速度の見直しが行われた道路を調査したところ、引き上げが7割、引き下げが3割程度であった。

### 現行基準での見直し

#### 1回目 速度規制基準の改定に伴う見直し
速度規制基準が改定された2009年度（平成21年度）から新しい基準での速度の見直しが行われた。
- 一般道路

一般道路は新しい基準でも引き続き60 km/hを上限とすることが決定されたため、40 km/hまたは50 km/hの規制が行われている道路を見直し対象とした。
2009年度（平成21年度）から2011年度（平成23年度）までの点検・見直しにより一般道路の12,017 km（4,999区間）が検討対象となり、うち4,828 km（2,060区間）が引き上げられ、引き上げ率は40.2 %であった。
- 生活道路

生活道路では30 km/hの区間規制や区域規制が広く行われた。
- 自動車の通行機能を重視した構造の道路

設計速度60 km/h以上や立体交差化などの条件を満たす道路で、法定速度を超える70 km/hまたは80 km/hの指定が可能になったことに伴い、20区間 (169 km) が検討対象となり、2013年（平成25年）3月末時点で9区間 (79 km) で引き上げが行われ、引き上げ率は45.0 %であった。

#### 2回目 片側2車線以上の道路での見直し
2012年度（平成24年度）から2013年度（平成25年度）は片側2車線以上（4車線以上）の道路における50 km/h以下の最高速度規制を対象に、法定速度（60 km/h）への見直しが行われ、9,085 km（4,209区間）が検討対象となった。40 km/h以下の区間の中には、法定速度へは引き上げないものの50 km/hへ引き上げた区間もあり、合わせて800 km（386区間）が引き上げられ、引上げ率は8.8 %であった。

#### 3回目 交通事故抑止に資する取締り・速度規制等の在り方に関する提言を踏まえた見直し
2014年度（平成26年度）から2016年度（平成28年度）に、2013年（平成25年）12月の「交通事故抑止に資する取締り・速度規制等の在り方に関する提言」を踏まえ出された通達を基に速度の見直しが行われた。現行規制速度と現在の基準である「交通規制基準」の基準速度との整合性を確認し、下方補正を行っている場合には、その合理性について判断した上で見直し対象路線とすることを検討するよう要請した他、提言を踏まえ実勢速度と乖離している道路での検討も要請した。 
交通事故抑止に資する取締り・速度規制等の在り方に関する提言
一般道路については、40 km/h規制、50 km/h規制を中心に交通事故の発生状況等を勘案しつつ、実勢速度との乖離が大きい路線を優先的に見直しを行っていくべき。
また、運転者が視覚から得られる情報のみでは判断できない理由に基づき規制速度を下方補正している場合には、国民に周知する必要がある。
実勢速度との乖離による見直しは、規制速度40 km/hまたは50 km/hの路線のうち、次のいずれかの条件に当たるものから、交通事故発生状況等も勘案して、各都道府県警察が抽出。
1. 規制速度と実勢速度（85パーセンタイル速度）がおおむね20 km/hを超えて乖離
2. 車道・歩道が分離された道路で、規制速度と実勢速度がおおむね10 km/hを超えて乖離
3. その他、現行の速度規制の見直しを検討する必要があるもの

また、この通達を基に生活道路での速度規制の引き下げも進められた。さらに、下方補正の理由が運転手において認識が困難場合に速度標識に補助標識「規制理由」の設置が進められた。
この見直しでは19,337 km（8,006区間）が見直し対象になり、2017年（平成29年）3月末までに5,000 km（2,610区間）で引き上げが決定され、引き上げ率は25.9 %であり、現在の基準での見直しでは最多・最長となった。一方で、実勢速度との乖離が見られる路線を見直し対象としたにもかかわらず、「通学路である」、「道路線形が悪い」、「人家等が多い」等の理由から74.1 %が現状維持とされた。
また、この間に見直し対象路線以外の路線で、438区間 (758 km) の規制速度が引き上げられた。

#### 1回目から3回目の見直しの結果
2008年度末の40 km/hおよび50 km/hの規制総延長のうち、1回目から3回目の見直しの対象となった路線の合計（2016年度末）
現在の基準での3回の点検・見直しを合計すると、平成20年度末の40 km/h及び50 km/hの規制総延長80,219区間 (153,274 km) のうち、見直し対象となった路線 (40,438 km) は延べ約26 %、引上げ決定路線 (10,627 km) は延べ約7 %となった。
見直しにより現状維持とされた路線や、引き上げ後も実勢速度と規制速度の乖離が見られる路線については、道路への減速表示や取り締まりの強化等、更に実効性のある速度抑制を図る対策を推進する。

#### 規制見直しの事例
都道府県によっては速度規制の見直しが特に進んだところもあり、
- 福岡県では2009年度（平成21年度）から2016年度（平成28年度）までに規制総延長（40 km/hおよび50 km/hの最高速度規制の延長の合計）5,973 kmのうち5,246 km (87.8 %) の見直しが完了しており、規制総延長のうち885 km (14.8 %) の道路で規制速度が引き上げられた。
- 新潟県では同時期に規制総延長5,567 kmのうち2,592 km (46.6 %) で見直しが行われ、規制総延長のうち1153.8 km (20.7 %) の道路で引き上げが行われた。引き上げ率は全国一位である。

#### 4回目 全ての一般国道及び主要地方道の見直し
原則として全ての一般国道及び主要地方道を対象とする4回目の見直しの対象となった路線の見直し結果の内訳（2020年度末）
1回目と2回目の見直しにより、条件を満たす道路では70 - 80 km/hの指定が行われ、片側2車線以上の道路では法定速度 (60 km/h) へ引き上げられるなど大きな成果を上げた。3回目の見直しでは、規制速度と実勢速度が乖離していた一般道路でも規制速度の引き上げにより乖離が縮小するなど大きな成果を上げたが、一方で、各都道府県における点検対象路線の選定状況等を見ると、その取組度合に差異も見られた。そこで、今回は原則として全ての一般国道及び主要地方道を重点的な点検の対象とする。
次のいずれかに該当する区間を点検対象とする。
1. 一般国道または主要地方道の規制速度が40 km/hまたは50 km/hである区間のうち、実勢速度が規制速度を10 km/h以上上回っている区間（これまでの3回の点検・見直しにおいて点検対象区間とされたものを除く）
2. これまでの3回の最高速度規制の点検の取組において、警察として規制速度の引上げの可能性を積極的に検討していたが、住民等の理解が得られなかった等の理由により規制速度が現状維持とされた区間
3. これら以外の区間のうち、各都道府県警察において点検の必要性を認めた区間

現状の速度規制が基準速度の下方補正となっている場合、補正要因について合理性の検証を行い、現状においては合理性が認められない場合、基準速度を規制速度とする見直しを行う。見直しにおいては基準速度を最大限に尊重しつつ、道路改良、道路標識等の交通安全施設の整備等により、補正が不要となる余地がないかも含めて検討する。
また、過去に最高速度規制の見直しを行ったか否かにかかわらず、運転者が視覚から判断できない理由に基づき基準速度から下方補正している場合等は、原則として下方補正が行われている理由を、速度標識に補助標識「規制理由（510の２）」として附置する。さらに道路管理者に対し、減速を促す法定外表示等の整備、生活道路でのハンプ等の物理的デバイスの設置等の必要な道路改良を行うよう要請する。さらに交通事故実態等を勘案し、必要性が認められる場合には、取締重点路線への指定を行い取締りの強化を図る。
2017年度（平成29年度）末までに点検対象区間が抽出され、2020年度（令和2年度）末までに見直しが完了し、この見直しでは20,293 km（6,588区間）が見直し対象になり、2020年（令和2年）3月末までに2,542 km（1,111区間）で引き上げが実施され、358 km（95区間）で引き上げ調整中であり、合計で約14 %で引き上げとなった。一方、2区間 (2 km) で規制速度が引き下げられた。

#### 1回目から4回目の見直しの結果
2008年度末の40 km/hおよび50 km/hの規制総延長のうち、1回目から4回目の見直しの対象となった路線の合計（2020年度末）
1回目から4回目の見直しを合計すると47,202 kmが点検対象となり、見直し対象路線以外の758 kmを含む14,285 kmで制限速度が引き上げられた。
今後は過去に最高速度規制の点検・見直しを行った路線かどうかにかかわらず、実勢速度をはじめとした交通実態を調査・分析することにより、最高速度規制の合理性を点検し、当該規制の見直しを含めた必要な道路交通環境の改善を推進する。

## 新たな速度規制基準の検討（高速道路）
高速道路（高速自動車国道および自動車専用道路。以下同じ）では、一般道路とは異なり、実勢速度ではなく、道路構造などから規制速度を決定する。

### 高速道路自動車国道における旧来の速度決定方法に対する国民の意識
高速自動車国道では、最高速度の制限は多くの場合100 km/h、又は80 km/hに設定されています。この最高速度の制限についてどのように思いますか。（2006年）
日本の高速道路の制限速度は、日本初の高速道路である名神高速道路が開通することから検討が行われた。
名神高速道路の開通から1年ちょっと前の昭和37年（1962年）4月に、高速道路調査会に委員会をつくり、そこで高速道路の走行方法をどうするかという委託研究を行った。委員は、運輸省、警察庁、建設省、道路公団に学識経験者を含めた構成であった。
道路公団は、設計速度が120 km/hから80 km/hであることから、「120キロを想定して道路をつくっているので、最高速度はそのくらいでいいではないか」と主張を行った。
そして、たまたま同年4月にアメリカの連邦道路局が議会に提出した「Federal Rolein Highway Safety」という報告書には「遅い車も事故率は高い。非常に早い車も事故率が高い。事故率が一番低いのは、昼間では90キロから115キロの自動車である。夜間では75キロから105キロが一番事故率が低い」とあり、それを根拠にして「とにかく遅ければいいというものではない。一番安全な速度というのは80キロから100キロぐらいのところではないか」と説明して、最高速度を100 km/h、最低速度を50 km/hとする結論に持ち込んだ。
2006年の調査で運転免許所持者の7割以上が高速道路の最高速度が100 km/hまたは80 km/hであることについて「適当」「おおむね適当」と回答していた

### 新しい規制速度の検討
2009年以前はインターチェンジ間単位の設計速度を基準として車線数やトンネル等の道路構造、交通量等の交通環境、安全施設の整備状況、交通事故発生状況などを勘案して決定されていた。設計速度は道路構造令の規定で「天候が良好でかつ交通密度が低く、車両の走行条件が道路の構造的な条件のみに支配されている場合に、平均的な運転者が安全にしかも快適性を失わずに走行できる速度である」となっている。これは全ての自動車に当てはまるため、設計速度120 km/hの区間では、大型車でも120 km/hで安全に快適性を失わずに走行できる。なお道路の幾何構造の要素には余裕を持たせているため、普通の運転者は線形等の条件が良ければ、設計速度を超える速度で安全に走行することが可能であるとされている。
高速道路の80 km/h規制区間の実勢速度を調査したところ、100 km/h規制区間とほぼ同等の速度となっており、規制速度との大きな乖離が認められた。そこで、実勢速度と規制速度の乖離の要因を把握するために、設計速度80 km/hである中央自動車道の岐阜・長野県境～飯田ICでプローブカーによる追従走行を行い、実勢速度を調査したところ、道路構造条件の良い区間では規制速度を10 km/h～40 km/h程度上回っている実態が認められた他、道路条件が悪い区間では実勢速度が低下する傾向が見られ、運転手は構造条件に対して自律的に速度調整、すなわち、勾配やカーブに合わせて随時速度を調整をしながら走行しているということが明らかになった。
走行速度は道路形状によって大きく影響を受けるが、以前の基準では設計速度を基準に概ねインターチェンジ間単位で最高速度を決定していたため、道路構造の良い場所では実勢速度との乖離が見られた。そこで、道路構造条件に対応した規制速度を指定するために、従来の設計速度ではなく、速度規制に必要な道路構造のいくつかの要素について道路構造令の設計速度を道路構造ごとに細かく逆引きした「構造適合速度」を規制速度を指定する際の目安として、事故多発箇所やトンネル・分合流部等の要注意箇所などの現場状況を考慮し、現場の裁量で規制速度を決定することになった。
| 旧速度規制基準（高速自動車国道、2009年まで） | 新速度規制基準（高速自動車国道および自動車専用道路、2009年以降） |
| --- | --- |
| 1. 設計速度が100キロメートル毎時以上の場合 原則として最高速度を指定しない。（100 km/h） 2. 設計速度が100キロメートル毎時未満の場合 原則として設計速度と同じとする。ただし、必要により設計速度以下の最高速度を指定することができる。 | 構造適合速度を最大限尊重しつつ、交通事故発生状況、渋滞状況等の現地状況を踏まえて、上限100キロメートル毎時の範囲内で規制速度を決定する。（110 - 120 km/hについては後述） 1. 規制速度決定に際しての留意事項 分離4車線以上で構造適合速度が100キロメートル毎時以上の高速自動車国道については、原則として最高速度を指定せず、同様の構造の自動車専用道路については、原則として（略）最高速度100キロメートル毎時の指定を行うこと。（上限120 km/hで決定できる場合を除く） |

このように、2009年以前は分離4車線以上では設計速度100 km/h以上、100 km/h未満の双方ともに原則として設計速度と同じとするよう規定されており、さらに必要により設計速度と異なる規制最高速度を指定する場合も設計速度以下に制限されており、引き上げは完全に不可能であった。
2009年以降は、設計速度から構造適合速度を使用するように変更されるとともに、構造適合速度と同じとするというような規定は設けられなかった。さらに、構造適合速度以下で最高速度を指定するというような、上限に関する制限も設けられず、したがって構造適合速度を最大限尊重しつつ、どのような道路でも上限100 km/hの範囲内で規制最高速度を決定するようになった。
一方で、分離4車線以上で構造適合速度が100 km/h以上の場合は原則として規制最高速度を100 km/hとするという、引き下げを制限する規定が留意事項の部分に記されている。このように、引き上げを制限する規定は削除された一方、引き下げはある程度制限されたことになる。
この変更により、阪神高速7号北神戸線、東名高速道路、宮崎自動車道、長崎自動車道、ながさき出島道路、福岡高速4号粕屋線で規制速度が引き上げられ、熊野尾鷲道路（II期）のように開通時から設計速度を上回る制限速度が指定される事例も出てきた。
また、その他の高速道路においても、交通規制基準の変更に伴い、道路の個別構造適合速度の解析、交通事故発生状況の分析、実勢速度と規制速度の乖離状況の調査を実施した上で、新基準での規制速度の見直しが行われたため、基準の変更とは直接的には関係はないものの、名阪国道、京葉道路、関越自動車道でも規制速度が引き上げられることになった。
このように、道路条件が良好な区間の基準が緩和された一方、新基準の検討に使用された高速道路でも、道路構造条件の良い区間だけでなく、曲線半径の厳しい区間でも走行速度が規制最高速度と乖離している結果であった。特に阪神高速道路北神戸線では、調査区間全体にわたって実勢速度が規制最高速度を大幅に上回っており、中央自動車道のように曲線半径の厳しい区間で顕著に実勢速度が低下する傾向は見られなかった。しかし、これらは特に問題視されず、新しい速度基準では道路構造の良い地点で細かく規制速度を引き上げる一方、曲線部等については、実勢速度が規制速度を大幅に上回っているにもかかわらず、基準への反映は行われなかった。
また、道路構造令の規定は60 km/h以上では20 km/h刻みとなっており、道路設計の指標である道路構造令で規定されていない速度では構造適合速度を定義しなかったため、いずれかの要素が少しでも基準を下回った場合、構造適合速度は一気に20 km/h引き下げられることになる。例えば、曲線半径では設計速度の算出に使用される関係式を用いれば、構造適合速度79 km/hの曲線半径も理論上算出可能であるが、このような曲線は構造適合速度は70 km/hではなく60 km/hとなる。ところが、最終的には10 km/h単位で決定するとされているため、20 km/h刻みの基準を用いて10 km/h単位の規制速度を決定するという不可解な決定方法となっている。
しかしながら、いずれにしても規制最高速度を設計速度以下に制限していた旧基準とは異なり、そもそも構造適合速度は速度決定の目安であり、高速道路では現場の裁量が大きくなったため、細かく基準を設定する必要がなかったとも考えられる。ただし、新基準であっても構造適合速度が最高速度設定の上限という解釈をしているところもあるようである。

### 100 km/hを超える高速道路の最高速度の検討
高速道路の法定速度について
高速自動車国道では、法令で自動車（大型貨物自動車等は除く。）の最高速度は100 km/h になっています（道路標識等により異なる最高速度が指定されている場合はこれに従うことになります。）。この法定の最高速度についてどのように思いますか。（2006年）
警察庁は、国土交通省の担当者や学識者らをメンバーに加えた「規制速度決定の在り方に関する調査研究検討委員会」において、高速道路等や一般道路の最高速度引き上げを2006年から3年がかりと長期間かけて検討を行った。高速道路等については道路構造令の「設計速度」や、それを参考にした規制速度の基準である「構造適合速度」では120 km/hが算出可能であり、さらにそれを上回る設計速度140 km/hを担保して建設された新東名高速道路の「最高速度140 km/h化」を静岡県庁は日本国政府に要望している。
しかし、100 km/hを上回る場合や速度差が40 km/hを超える（120 km/h規制の場合、法定最高速度で80 km/hが適応される自動車と40 km/h差になる）場合に事故発生確率が高くなる傾向にある他、2006年（平成18年度）の調査で現状の法定最高速度の100 km/h制限について「今のままでよい」および「制限速度を下げる」との意見が約7割に達していることから、「上限を上げるにはさらなる検証が必要で、直ちに上げる必要はない」との方針が示され、引き上げは見送られた。ただし、有識者として会議に出席した名古屋大学教授の中村英樹は、制限速度引き上げに肯定的な意見を提出している。

#### 高速道路の最高速度120 km/hへの引き上げ試行
その後、警察庁で行われた「交通事故抑止に資する取締り・速度規制等の在り方に関する懇談会」において、新東名高速道路を念頭に規制最高速度の120 km/hへの引き上げの検討を行うべきとの提言がなされたことを踏まえ、引き上げ試行区間の選定が行われた。
引き上げ検討区間の抽出として、
- 自由流時の事故発生が現に少ない（事故の内容等も考慮）
- 実勢速度が100 km/h以上で、かつ、極端に高くない
- 自由流状態が一定割合以上
- 一定距離の連続性の確保

を条件とした。
これらをもとに、2016年10月13日に警察庁が新東名高速道路の新静岡IC - 森掛川IC間 (50.5 km) と、東北自動車道の花巻南IC - 盛岡南IC間 (30.6 km) のうち約27 kmのそれぞれ上下線において、試行的に規制最高速度を110 km/hに引き上げる社会実験を実施することを発表した。これらの区間はいずれも事故率が低いほか、設計速度が120 km/hであるため、設計速度が100 km/hや80 km/hの区間よりも構造適合速度が120 km/hの区間を比較的確保しやすい。2017年度にも実施され、1年以上をかけてデータ収集・分析が行われた上で、東名、新東名、東北道、常磐道、関越道、東関東道、九州道などの一部区間で引き上げを検討し、規制最高速度100 km/hとした交通規制基準の見直しを検討する。
東北自動車道と新東名高速道路の規制最高速度を110 km/hに引き上げている区間について、3月1日午前10時から120 km/hに引き上げると発表し、予定通り実施された。1年以上は試行を継続し、他の路線や区間でも引き上げが可能か検討する。
設計速度120 km/h区間の中で、これらの条件を満たす片側三車線区間を対象とし引き上げが検討される。九州自動車道にも片側3車線の区間があるが、死傷事故率が高いため条件を満たさず、当面は対象外。関越自動車道も設計速度120 km/hの片側三車線区間があるが、除外された。片側2車線の道路はこうした路線の後に検討する。

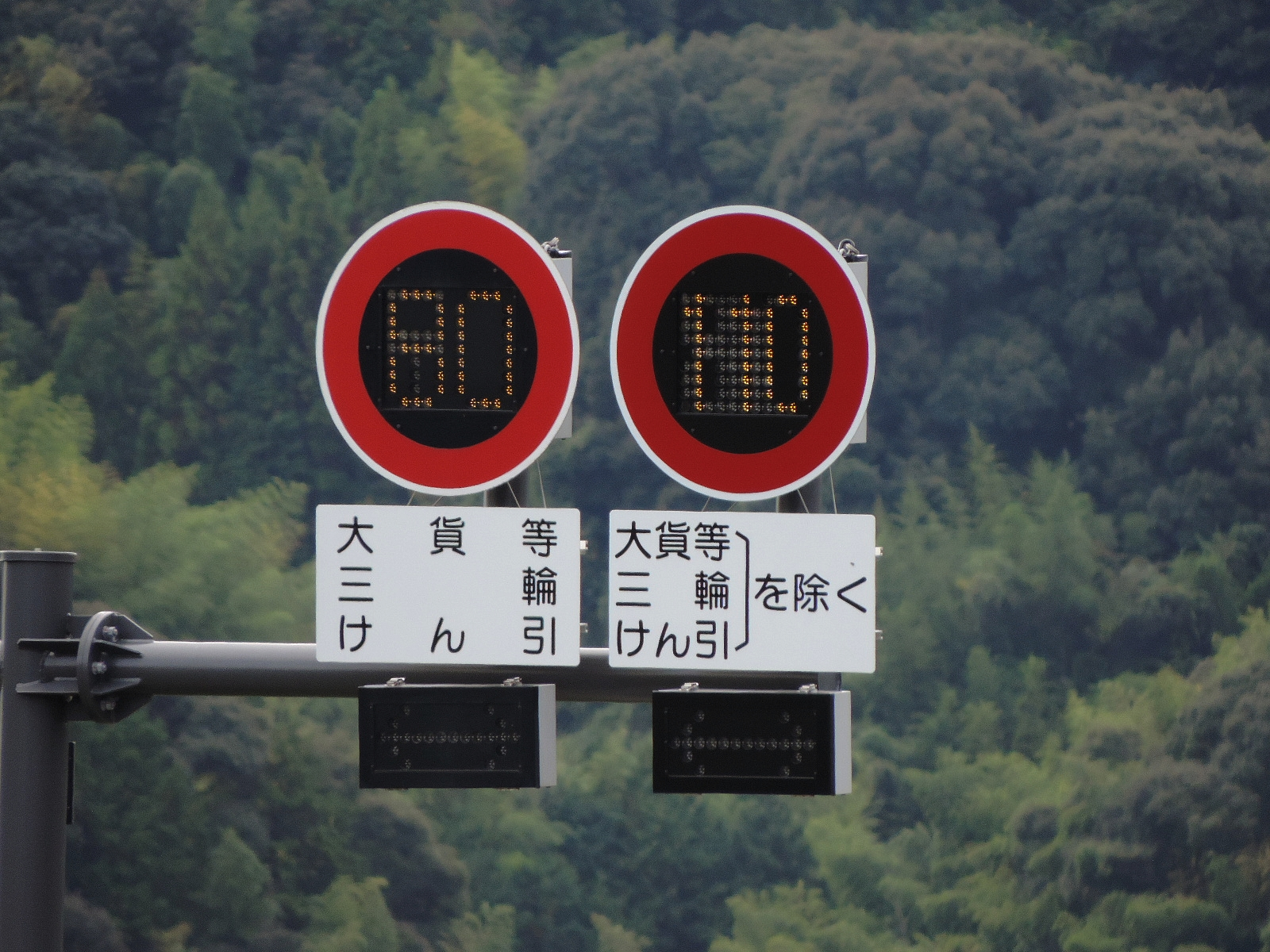
新東名高速道路における試験の様子。右側の「最高速度」は「110」と出ている。2017年11月撮影。

#### 高速道路の最高速度120 km/hへの引き上げ
2020年8月26日に交通規制基準が改定され、次の条件全てを満たす区間は上限120 km/hの範囲で決定することになった。
1. 構造適合速度が120キロメートル毎時であること
2. 設計速度が120キロメートル毎時であること
3. 実勢速度（渋滞の発生がなく、大型車混入率1パーセント未満である追越車線の平均速度）が100キロメートル毎時以上であること
4. 死傷事故率が高くないこと
5. 一定の距離において速度規制の連続性が確保されること（原則20キロメートル以上）
6. 道路や交通の状況に照らし、交通流の安全・円滑上の支障がないこと。具体的には、次の事項を考慮すること
  - 片側2車線の場合は大型車混入率が低いこと
  - 完成型であること（暫定型でないこと）
  - 自由流率（渋滞のない時間帯の割合）が概ね6割を超えていること

すなわち、110 km/h以上の指定には構造適合速度120 km/hであることが不可欠となった。これは、構造適合速度が規制速度の目安である100 km/h以下の場合とは異なり、実勢速度が高く、事故件数が少ない安全な道路だからと言って、道路の構造が基準を満たさなければ規制速度を110 km/h以上に引き上げないことが決定されたのである。
加えて、速度基準で廃止された設計速度の要件が110 km/h以上の指定に限り復活し、設計速度120 km/hであることも必要となった。すなわち、110 km/h以上の指定には、道路の構造や事故件数だけでなく、設計速度という道路設計の「過程」というべきものまで必要としたのである。
従って、道路の線形が良く、たとえ設計速度120 km/hの道路と同等以上の構造であったとしても、道路構造の決定の際に設計速度120 km/hとして曲率や勾配を抑えるための努力をした道路でなければ、カーブや勾配がなかったとしても、110 km/h以上の指定が行われないことになった。
また、110 km/h以上の引き上げ区間は原則20 km以上である必要があり、100 km/h以下の場合は規制速度そのものの区間長については制限がなく、規制最高速度の目安である構造適合速度の統合が「おおむね3 - 5 km以上」であることと比較しても著しく厳しい制約が課されている他、追越車線の平均速度が100 km/h以上であることが必要であり、日常的な速度違反も不可欠である。
しかしながら、法定最高速度の100 km/hについて「今のままでよい」および「制限速度を下げる」との意見が約8割に達している他、高速自動車国道の制限速度が多くの場合100 km/h又は80 km/hとなっていることについても「適当である」、「制限が厳しいところや緩やかなところもあるが、おおむね適当である」、「制限が緩やかなところが多い」との意見が75％を占めており、120 km/hで安全に走行できる道路で、実勢速度が高く、事故件数が少ないからと言って、110 km/h以上の速度を指定しないことは、多くの運転者の意識にも適合する決定である。
この基準改定により、120 km/hでの試行運用を行っていた東北自動車道の花巻南IC - 盛岡南IC間については、2020年9月16日より全国初の本格運用に切り替えられ、同年12月22日からは新東名高速道路の御殿場JCT - 浜松いなさJCT間（試行運用区間含む）でも120 km/hでの本格運用が開始された。

## 最高速度の決め方（高速道路）
前項で決定された基準により、高速道路（高速自動車国道および自動車専用道路）では以下のように決定される。

### 本線車道
1. 下記の項目の個別構造適合速度を個別に算出し、最小値をその地点の構造適合速度とする[7]。（下記#構造適合速度を参照）必須条件以外については道路構造令の特例値（地形の状況その他の特別の理由によりやむを得ない場合に採用する緩い基準）を採用している。曲線半径以外の必須条件には道路構造令に特例値が存在しないため、構造適合速度は設計速度と同等以上になる。半面、曲線半径は設計速度より最大で1段階（20 km/h）低くなる場合がある。
2. 規制区間長を適用した「構造適合速度（統合）」の設定
  - 構造適合速度が低い区間が近接している場合に、低い区間に挟まれた高い区間を統合する。（下記#規制区間長の考え方を参照）
3. 規制速度の決定
  - それ以外の区間では構造適合速度を最大限尊重しつつ、対象道路における現地状況を考慮して補正を行い、上限100 km/hの範囲内で10 km/h単位で規制速度を決定する[18][15]。ただし上限120 km/hで決定できる区間を除く。
    - 事故多発箇所
    - 渋滞多発箇所
    - その他要注意箇所（トンネル部・分合流部等）
    - 安全施設の整備状況（防護柵等）

  - ただし、次の条件全てを満たす区間については、上限120 km/hの範囲内で規制速度を決定する。
    1. 構造適合速度が120 km/hであること
    2. 設計速度が120 km/hであること
    3. 実勢速度（渋滞の発生がなく、大型車混入率１パーセント未満である追越車線の平均速度）が100 km/h以上であること
    4. 死傷事故率が高くないこと
    5. 一定の距離において速度規制の連続性が確保されること（原則20キロメートル以上）
    6. 道路や交通の状況に照らし、交通流の安全・円滑上の支障がないこと。具体的には、次の事項を考慮すること
      - 片側２車線の場合は大型車混入率が低いこと
      - 完成型であること（暫定型でないこと）
      - 自由流率（渋滞のない時間帯の割合）が概ね６割を超えていること

なお、一般道路とは異なり、±10 km/hのような設定の範囲は存在しない。ただし、分離4車線以上かつ構造適合速度が100 km/h以上の区間は原則100 km/hとされており、下方補正に対して一定の制限があると考えることもできる。

#### 構造適合速度
高速道路の規制速度を指定する際の目安とする速度。
- 必須条件（道路構造令の値を採用）
  - 曲線半径・片勾配 （表参照） - 道路構造令第15条（曲線半径）の規定値算出に使用される曲線半径と片勾配の関係式[61]から設定
  - 視距 （表参照）
  - 合成勾配 （表参照）
- 必要条件（道路構造令の特例値を採用）
  - 縦断勾配 （表参照）

| 曲線半径（m）            | 曲線半径（m）            | 曲線半径（m）            | 曲線半径（m）            | 曲線半径（m）            | 曲線半径（m）            | 曲線半径（m）            | 個別構造適合速度 | 道路構造令の規定 （同じ設計速度の値） | 道路構造令の特例値 （同じ設計速度の特例値） |
| 片勾配（％） 以上 - 未満 | 片勾配（％） 以上 - 未満 | 片勾配（％） 以上 - 未満 | 片勾配（％） 以上 - 未満 | 片勾配（％） 以上 - 未満 | 片勾配（％） 以上 - 未満 | 片勾配（％） 以上 - 未満 | 個別構造適合速度 | 道路構造令の規定 （同じ設計速度の値） | 道路構造令の特例値 （同じ設計速度の特例値） |
| 0 - 1                    | 1 - 2                    | 2 - 3                    | 3 - 4                    | 4 - 5                    | 5 - 6                    | 6 - 7                    | 個別構造適合速度 | 曲線半径（m）                         | 曲線半径（m）                               |
| ------------------------ | ------------------------ | ------------------------ | ------------------------ | ------------------------ | ------------------------ | ------------------------ | ---------------- | ------------------------------------- | ------------------------------------------- |
| 1134                     | 1031                     | 945                      | 872                      | 810                      | 756                      | 709                      | 120 km/h         | (710)                                 | (570)                                       |
| 716                      | 656                      | 606                      | 562                      | 525                      | 492                      | 463                      | 100 km/h         | (460)                                 | (380)                                       |
| 420                      | 388                      | 360                      | 336                      | 315                      | 296                      | 280                      | 80 km/h          | (280)                                 | (230)                                       |
| 218                      | 202                      | 189                      | 177                      | 167                      | 157                      | 149                      | 60 km/h          | (150)                                 | (120)                                       |
| 141                      | 131                      | 123                      | 116                      | 109                      | 104                      | 98                       | 50 km/h          | (100)                                 | (80)                                        |
| 84                       | 79                       | 74                       | 70                       | 66                       | 63                       | 60                       | 40 km/h          | (60)                                  | (50)                                        |
| 47                       | 44                       | 42                       | 39                       | 37                       | 35                       | 34                       | 30 km/h          | (30)                                  |                                             |
| 21                       | 20                       | 19                       | 17                       | 17                       | 16                       | 15                       | 20 km/h          | (15)                                  |                                             |

| 視距                  | 個別構造適合速度 |
| --------------------- | ---------------- |
| 210 m以上             | 120 km/h         |
| 160 m以上 - 210 m未満 | 100 km/h         |
| 110 m以上 - 160 m未満 | 80 km/h          |
| 75 m以上 - 110 m未満  | 60 km/h          |
| 55 m以上 - 75 m未満   | 50 km/h          |
| 40 m以上 - 55 m未満   | 40 km/h          |
| 30 m以上 - 40 m未満   | 30 km/h          |
| 30 m未満              | 20 km/h          |

| 合成勾配             | 個別構造適合速度 |
| -------------------- | ---------------- |
| 10%以下              | 120 km/h         |
| 10%を超え10.5%以下   | 80 km/h          |
| 10.5%を超え11.5%以下 | 50 km/h          |

| 縦断勾配        | 個別構造適合速度 |
| --------------- | ---------------- |
| 5%以下          | 120 km/h         |
| 5%を超え6%以下  | 100 km/h         |
| 6%を超え7%以下  | 80 km/h          |
| 7%を超え8%以下  | 60 km/h          |
| 8%を超え9%以下  | 50 km/h          |
| 9%を超え10%以下 | 40 km/h          |

- 望ましい値（道路構造令の特例値を採用）
  - 車線幅員（3.5 m以上 120 km/h　3.5 m未満 80 km/h）（第1種第4級および第2種第2級の場合（基準を超えて確保された場合を除く）と、第2種第1級でやむを得ず縮小した場合に限り制限される）
  - 路肩幅員（1.75 m以上 120 km/h　1.75 m未満 80 km/h）（第2種の場合（基準を超えて確保された場合を除く）と、第1種第3,4級でやむを得ず縮小した場合に限り制限される）
- 加減速車線長は、明確な規定は存在せず、「道路構造令の解説と運用」という解説書において標準値として示され、道路設計の際に参考にされている。速度規制では、加減速車線長は運用の幅が想定されるとして構造適合速度の要素に含めなかったが[15]、実際の運用で支障となる場合には最終的な規制速度の決定に影響を与えることもあると考えられる。

ただし、構造適合速度や現地の状況にかかわらず警察庁は以下のような上限を設定している。
| 高速道路の車線 | 高速道路の車線             | 最高速度の上限 |
| -------------- | -------------------------- | -------------- |
| 分離4車線以上  | 分離4車線以上              | 100(120) km/h  |
| 分離2車線      | 分離2車線                  | 80 km/h        |
| 非分離2車線    | 簡易中央分離施設がある区間 | 70 km/h        |
| 非分離2車線    | 上記以外の区間             | 60 km/h        |

これらの上限により、高速道路の対面通行（暫定2車線）区間では、安全な区間であっても道路標識等によって最高速度70 km/hまたはそれ以下に指定される。暫定2車線でも、ワイヤーロープ式中央分離帯などにより対向車との衝突が防げる区間は最高80 km/hで指定される。なお、非分離2車線区間に挟まれた分離4車線以上の区間長が3 kmに満たない場合は、その区間の前後の非分離2車線区間の規制速度（70 km/hまたはそれ以下の指定）と同じになる。
現実には規制最高速度が70 km/hの暫定2車線区間の実勢速度（85パーセンタイル速度）は100 km/h - 110 km/hの範囲であり、規制最高速度との大きな乖離が見られる。しかし、暫定2車線区間は対向車との衝突による重大事故が懸念されるため、2021年時点でも70 km/hの上限は維持されている。
分離2車線の高速道路では、対向車との衝突による事故を防げるため安全であるが、最高速度は80 km/hまでに制限される。

#### 規制区間長の考え方

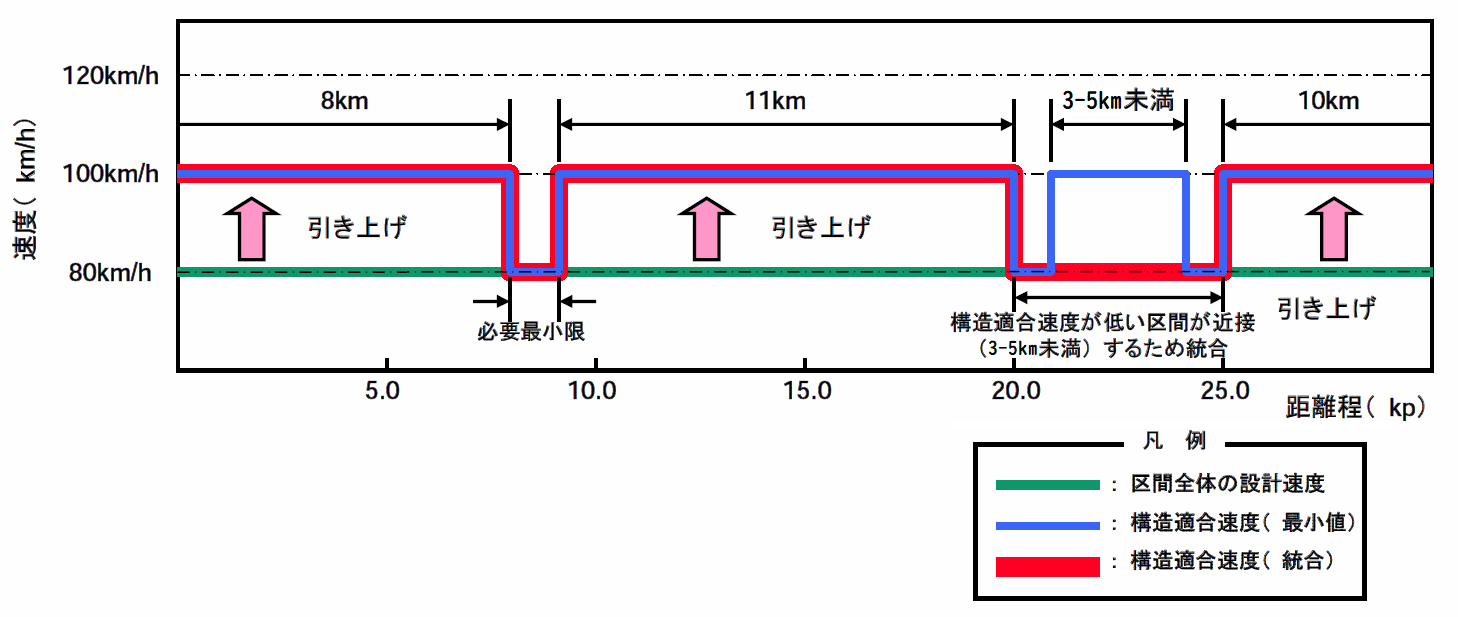
高速道路の規制区間長の考え方（設計速度80 km/hの例）
規制速度がインターチェンジ単位のような一律な規制とならないよう、構造適合速度の引き下げは最小限にする一方、ごく短い引き上げ区間を統合する

速度規制は最小限にするべきであり、また、必要な場所に限って最高速度規制を行うことでドライバーに危険性を認知させることができる。しかし、あまりに頻繁な規制最高速度の変更は交通に影響を与えるため、一般道路では規制区間は最小限にしながらも、規制区間長に留意して最高速度が決定されている。
高速道路では2009年までは設計速度を基本に概ねインターチェンジ単位で規制速度が決定されていたが、設計速度を使用する基準が廃止され、道路構造条件ごとに細かく規制速度が設定されるようになった。
構造適合速度が前後の区間より低い場合は、規制最高速度を引き下げる区間は可能な限り短い方が良いので、当該区間を安全に走行可能とするための必要最小限の区間長とする。しかしながら、構造適合速度が前後の区間より低い箇所が近接しており、構造適合速度が高い区間がおおむね3 - 5キロメートル未満の場合は、構造適合速度を引き上げてもすぐに引き下げになるような「低い区間に挟まれた高い区間」を統合し、挟まれた高い区間でも低い構造適合速度とする。
なお、構造適合速度を統合する区間相互の間隔はおおむね3 - 5 km未満とするが、インターチェンジ間隔等の現地状況に留意して定める。
更に、統合された構造適合速度を最大限尊重しつつ、交通事故発生状況、渋滞状況等の現地状況を踏まえて、上限100 km/hで規制最高速度を決定する。規制最高速度は構造適合速度を目安として決定されるため、構造適合速度が統合されるような短い区間では規制最高速度の引き上げはあまり行われないが、規制最高速度の指定には特に区間長の制限が存在しているわけではない。
一方で、110 km/h以上の指定最高速度を指定する場合は、原則20キロメートル以上の速度規制の連続性が要件となっているため、構造適合速度を統合する区間（おおむね3 - 5キロメートル）よりも長い区間での連続した引き上げ区間が確保できることが必要である。また、110 km/h以上の指定では構造適合速度は規制速度を決定する目安ではなく、構造適合速度が120 km/hであることが引き上げの要件となっている。

#### 90 km/h以上の最高速度の指定時の問題
高速自動車国道において90 km/hおよび110 km/h以上の指定最高速度を指定する場合には、高速自動車国道での法定最高速度が80 km/hである大貨等（大型貨物、特定中型貨物、大型特殊）、三輪自動車、牽引自動車に対して80 km/hの指定最高速度の指定を行う必要がある。これは原動機付自転車等のように「最高速度が指定されている区間であっても、その速度が法定最高速度を超える速度である場合には、法定最高速度」という規定がないため、仮に指定最高速度に90 km/hとだけ指定すると、法定最高速度100 km/hである車両のみならず、法定最高速度が80 km/hの車両も90 km/h制限となってしまうからである。
同様に自動車専用道路において90 km/h以上の指定最高速度を指定する場合は、特定の車種に対する80 km/h規制および、必要ならば指定最低速度（原則50 km/h）の規制を行う必要がある。
制度上は現在も補助標識によって大貨等・三輪・牽引を指定から除外すれば、二種類の標識がなくとも90 km/hおよび110 km/h以上の指定は可能である。しかし悪天候時に80 km/hを下回る交通規制を行う必要のある道路では、逆に悪天候時に大貨等・三輪・牽引が規制から除外されてしまい、仮に50 km/hに最高速度を引き下げたとしてもそれらの車両の最高速度が80 km/hになってしまうため、補助標識にも可変標識が必要となってしまい、結局複雑な制御が必要になってしまう。実際のところ指定最高速度120 km/h区間では二種類の標識が設置されている。
1992年以前は原動機付自転車についてもこのような規定がなかったため、一般道路においても40 km/h以上の指定最高速度を指定する場合には「高・中速車」等の補助標識によって「低速車」の区分であった原動機付自転車を指定から除外していた。
なお、指定最高速度90 km/hの指定は2013年時点で行われていないが、90 km/hの指定自体は可能である。
高規格幹線道路などで一般国道自動車専用道路に指定されている区間（「A'路線」・「B路線」）で、高速自動車国道並の規格で作られている区間では、法定最高速度は60 km/hであるが「100（大型貨物等・三輪・けん引を除く）」「80（大型貨物等・三輪・けん引）」「50（最低速度）」の3つの規制標識が掲示され規制最高速度の引き上げが行われている（仙台東部道路や東水戸道路など）。
なお、首都圏中央連絡自動車道（圏央道）の川島IC - 久喜白岡JCT間は、自動車専用道路（法定最高速度60 km/h）であるが指定最高速度100 km/hの標識のみ設置されているため、大貨等・三輪・牽引の規制最高速度も100 km/hとなっている。また、指定最低速度は指定されていない。
いずれの場合も、標識の「けん引」の定義は「重被牽引車を牽引している牽引自動車」であるため、同じく法定速度が80 km/hである車両総重量750 kg以下のトレーラー（けん引免許が不要なライトトレーラー）をけん引する牽引自動車は「大型貨物等・三輪・けん引を除く」の補助標識で除外されておらず、最高速度が100 km/hや120 km/hとなっている路線がある。

### 本線車道以外
インターチェンジ、サービスエリア等の出入路については設計速度40 km/h以上となるよう要請した上で、原則として設計速度と同じ速度に設定している。ジャンクションについては、設計速度に加えて接続している各道路の規制速度を勘案して決定している。
低速区間、料金徴収施設及び本線車道終点の手前の区間並びに特に減速させる必要がある区間の手前では、ドライバーに減速を適切に行わせるため、おおむね300メートルの区間ごとに10 km/h又は20 km/h差で段階的に低い指定最高速度を指定する。

## 最高速度設定の現状
中央自動車道（岐阜・長野県境 - 伊北IC）（設計速度80 km/h）において、仮に規制区間長5 kmとし、規制最高速度の上限を100 km/hとして構造適合速度（統合）を算出した場合
- 上り線では、現行の規制速度と同一となる区間が全体の約22 %、引き上げ（主に100 km/h）対象となる区間が約78 %
- 下り線では、現行の規制速度と同一となる区間が全体の約24 %、引き上げ（主に100 km/h）対象となる区間が約76 %

となる。ただし、ここでは非常駐車帯の存在を前提として路肩幅員1.75 m以上と判断した結果であると考えられる。
当該区間では全線80 km/hが指定されており、さらに、構造適合速度より低い70 km/hの区間も存在する。構造適合速度が100 km/h以上の区間でも80 km/hが指定されているなど、構造適合速度（統合）と現行の規制最高速度に乖離が生じている。しかし、構造適合速度（統合）の抽出の段階ではトンネルや分合流部等を考慮しておらず、これらは現場裁量により最終的な規制最高速度決定を行う領域となる。
阪神高速7号北神戸線は設計速度60 km/hであり、2010年12月2日までは設計速度と同じ全線60 km/hが指定されていたが、仮に規制区間長2 kmで構造適合速度（統合）を算出した場合
- 上り線では、60 km/hとなる区間が全体の約19 %、80 km/hへの引き上げ対象となる区間が約81 %
- 下り線では、60 km/hとなる区間が全体の約16 %、80 km/hへの引き上げ対象となる区間が約84 %

となる。
現在では規制最高速度60 km/hの西宮山口南 - 西宮山口JCT間を除き、構造適合速度が60 km/hおよび80 km/hのどちらの区間も設計速度より高い70 km/hが指定されているほか、布施畑西 - 箕谷間については構造適合速度が60 km/hの区間を含め80 km/hが指定されている。
都市高速道路の多くは騒音や振動などの理由で道路標識等によって50 km/hまたは60 km/hに指定されることが多い。
一般道路において法定最高速度である60 km/hの指定最高速度の指定は原則として行われない。ただし、次のような一般道路は、高速自動車国道と誤認されるおそれがあるので、指定最高速度60 km/hの道路標識が設置されることがある。
1. 高速自動車国道等と接続している一般道路
2. 供用されている区間内の一部に最高速度 60 km/hを超える規制が行われている一般道路

一般道路では、その道路に道路標識などが無くとも、地域を包括して指定最高速度を指定（「ゾーン30」「ゾーン20」や、「40 km/h市内全域」指定など）している場合もあり、その場合には、その地域に入る際にその旨を指定（すなわち、当該地域内の指定最高速度を指定）するような道路標識などが設置されている場合がある。このような道路標識などの設置は判例においても法的有効性が認められている。たとえば、○○市において、最高速度「40」で補助標識に「市内全域」とあれば、例えば幹線道路等で最高速度「60」や「50」、または道幅の狭い道路で同「30」や「20」など、特別に指定最高速度が指定されている区間を除いた○○市内の公道はすべて規制最高速度が40 km/hとなる。
区域内は標識を設置しない場合には区域指定の指定最高速度が指定された状態となるため、個別に60 km/hを指定する場合には道路標識等が必要である。
区域の入り口には原則として背板を用いた区域規制標識を左側の路端に設置する。なお、ゲート性をもたせるため、ゾーン入口の右側の路端にも併せて設置することができる。区域内標識については、補助標識「区域内（506の2）」を附置し、原則として背板を用いない。
原則として指定区域は市街地や住宅街とするが、道路および交通の状況から特に必要があると認められる地域も対象とすることができる。
なお、自転車を含む軽車両については法定速度が規定されていないことから、標識や標示によって指定最高速度が指定されていない区間においては、最高速度が無制限であるとする解釈も可能ではある（これを盾に取ったクイズも存在する）。
また、諸外国では、高速道路は110 km/h - 130 km/h、都市部・住宅地を除く一般道路は80 km/h - 100 km/hぐらいに制定されていることが多いのに対し、日本の規制最高速度（高速道路100 km/h〈指定された区間で120・80・70・60〉、一般道路60 km/h〈指定された区間でそれ未満〉）はこれに比べると非常に厳しい規制となっている。これは当時の道路事情（特に郊外の一般道路のほとんどが未舗装状態）などが影響しており、舗装道路が多い現在でも諸外国に比べて曲率半径が小さい箇所が多いことや勾配が急である箇所が多いことが原因となっている。その他、日本の道路は交通量が過密なことや道路の密度が高く信号や交差点が多いという事情もある。
速度の取り締まりについて当時の古屋圭司国家公安委員会委員長が「歩行者が出てくる危険性もない道路で20キロ超過での取り締まりは疑問」「取り締まりのための取り締まりになっている」という趣旨の発言をしたことを受けて警察庁は生活道路での取り締まりを強化している。また、#最高速度規制の見直し節で示した、3回目の規制最高速度見直しや、高速道路120 km/h化につながった。一方、高速道路で個別構造適合速度の解析や実勢速度との乖離、交通事故発生状況の調査などを実施し、規制最高速度の見直しが行われながら、秋田・山形・山梨・京都・奈良・和歌山・鳥取・島根・高知・大分・鹿児島・沖縄の各府県を通る高速自動車国道では、当該府県内の区間における規制最高速度がすべて80 km/h以下となるなど、現状維持となった路線も数多くある。

## 特定の状況における最高速度

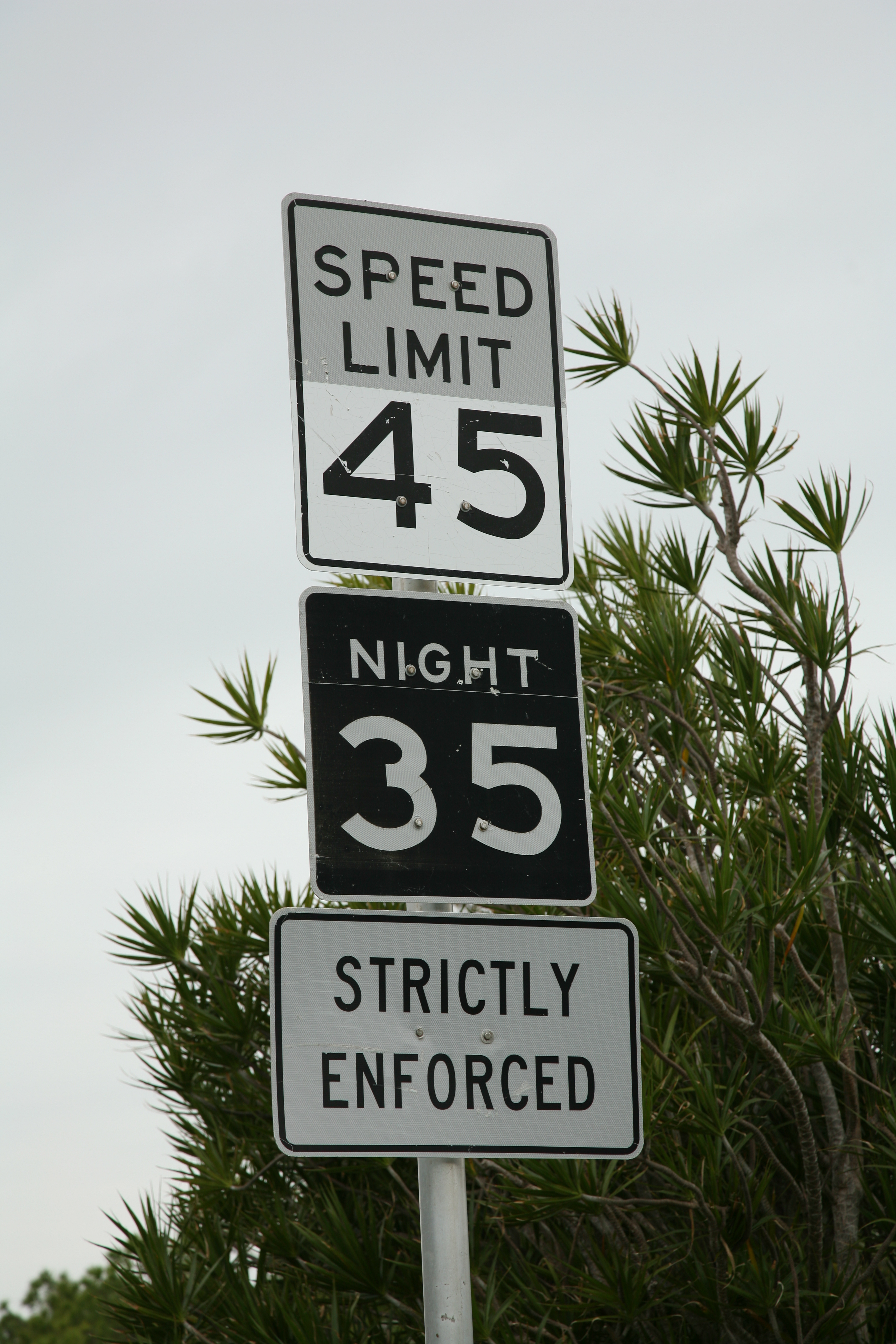
アメリカ合衆国の昼間と夜間で違う最高速度を示す標識（単位mph）昼間の速度標識には反射材が使用されていないため、暗くなるとヘッドライトの光で夜間の規制速度だけが浮かび上がる（フロリダキーズの国道1号線）

オーストラリアの特定の曜日と時間帯に適用される最高速度標識

特定の条件下においては、その道路の最高速度とは異なる最高速度が指定されることがある。

### 時間帯や特定の期間での速度規制
道路交通状況により必要な場合は、昼夜別や時間帯、日曜、休日及び平日等に区分して速度の引き上げまたは引き下げを行うことができる。また、冬期における恒常的な路面の圧雪・凍結のある道路又は観光シーズンにおける交通量の増大等により特に必要がある道路について、期間を定めて規制することができる。
なお、異なる最高速度を指定する場合には原則として可変標識により運用する。
この他にも、警察署長は必要と認める場合に1箇月を超えない範囲であらゆる交通規制を行うことができる。

### 悪条件下での速度規制
規制最高速度が80 km/h以上の区間では、原則として可変標識を設置して天候不良時等の臨時交通規制を行う。法定速度（100 km/h）の高速自動車国道では通常、異常気象時に80 km/hおよび50 km/hの2種類の速度規制を実施している。
ただし、規制最高速度80 km/hの区間については要件が緩和されており、道路線形、高機能舗装の施工状況、交通事故発生状況、気象条件等を勘案し、交通管理上の問題が少ないと認められる場合は、固定標識を設置することができる。

### 夜間
夜間（日没時から日の出時までの間）及び昼間（夜間以外の時間）を区分して最高速度規制を行うことができる。なお、深夜のみ変更するなど「日没から日の出の時間」以外で区分する場合は昼夜別ではなく前述した「時間を指定して行う規制」である。
昼夜別速度規制
対象の道路
1. 山間部のカーブ等において夜間の交通事故が多発し、又は多発するおそれがあり、夜間の速度を引き下げる必要がある道路
2. 騒音、振動等道路の交通に起因する障害があり、夜間における静穏な生活環境を保全する必要がある道路
3. 道路照明がない等の理由で道路構造上危険な場所及びその前後の区間で、夜間の速度を引き下げる必要がある道路
4. 速度規制の見直し等によって、昼間に限って速度を引き上げる必要のある道路

- 原則として昼間に対して夜間の速度を引き下げるものとし、その速度差は10 km/hを基準とする。
- あらかじめ内部に記憶している日出、日没の時刻により、自動的に標識の表示を可変する機能を有する道路標識を設置して行う。日出及び日没の時刻は、都道府県庁所在地における時刻（ただし、北海道は、釧路及び北見方面では根室の時刻、札幌、函館及び旭川方面では札幌の時刻）とする。
- 前後における速度規制は、原則として昼夜別速度規制区間の昼間の速度規制と同一とする。

## 速度超過に対する取締り

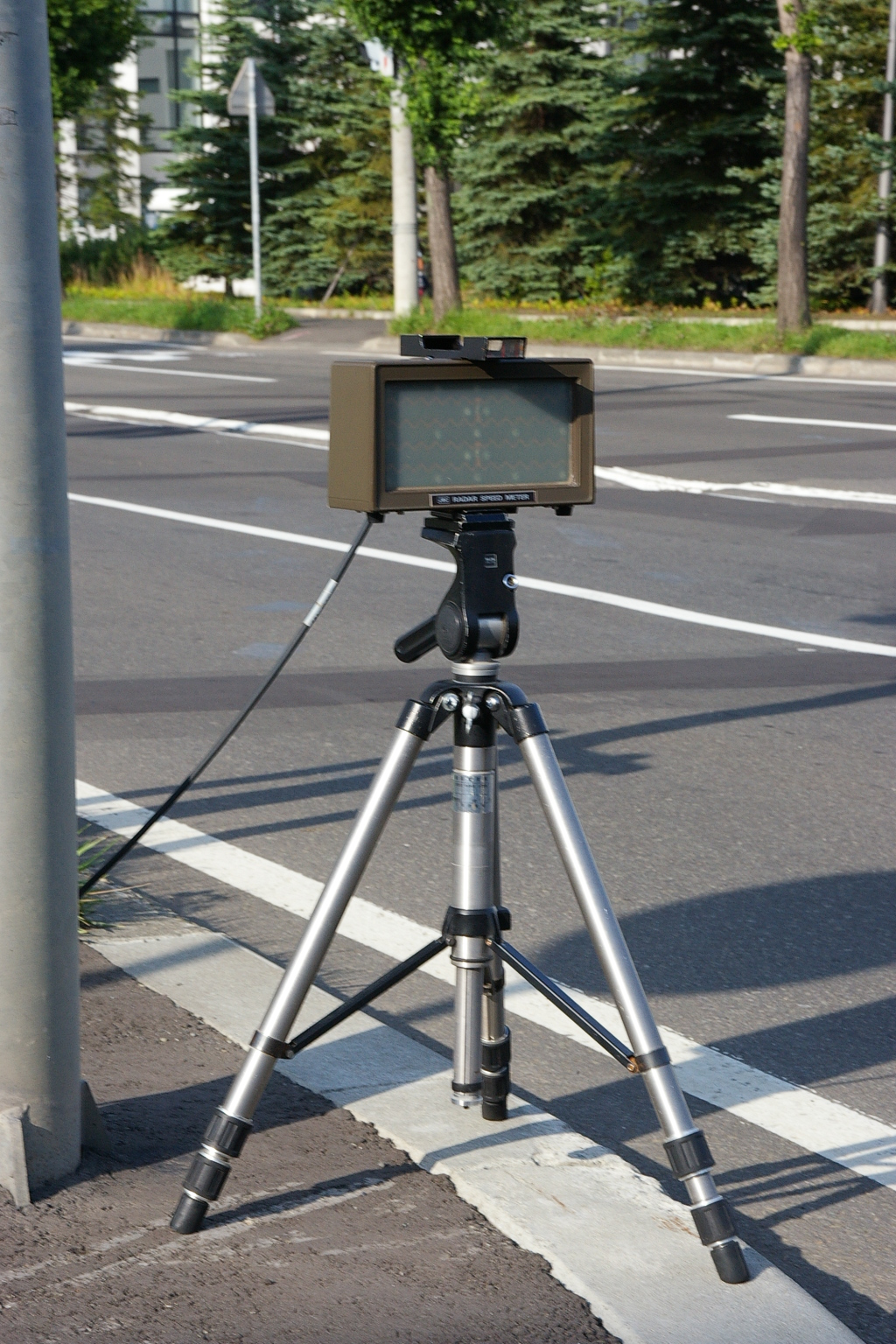
定置式レーダー速度測定器による速度違反の取り締まり

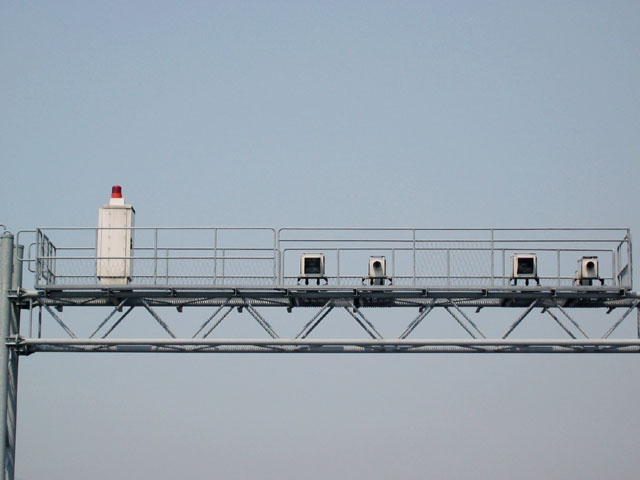
自動速度違反取締装置の例（詳しくは速度違反自動取締装置を参照） - 岐阜県（名神高速道路）

規制最高速度を超過して検挙された場合、違反点数が付され、刑事罰が科される。刑事罰は、六月以下の懲役又は十万円以下の罰金である。なお、過失犯も処罰される（三月以下の禁錮又は十万円以下の罰金、道路交通法 第118条）。また、過失犯が処罰されるため、過失による速度違反も反則行為の対象となる。反則行為に係る処分全般においても、故意・過失の区別は特にない。
ただし、軽微な違反の場合で、違反の事実や反則金の額について争わない場合は、交通反則通告制度により反則金を納付することができ、この場合はその時点で手続きは終わり、刑事手続を受けることなく処理することができる。
なお、一般道路で30 km/h以上、高速道路等で40 km/h以上超過した場合（反則点数6点以上の場合）は、反則行為に該当しないため（非反則行為、赤切符）、反則金の納付をすることができず、通常の刑事手続となる。また、反則金を納付せず、通告場所に出頭して正式裁判を希望する場合も刑事手続に移行することになる。
スピード違反の取締方法として、速度違反自動取締装置や光源と光電管を組み合わせた速度測定、走ってくる自動車・オートバイに対して、電波を発射するドップラー・レーダーによるドップラー効果の利用やレーザーによる距離計測で距離の変化から速度を測定するLIDAR方式がある。
なお、レーダーによる取締りについては、警察用のスピード測定器であるので、第二級陸上特殊無線技士以上の無線従事者がレーダーの操作またはその監督をしなければならない。

### 違反点数
- 一般道路
  - 50 km/h以上：12点（酒気帯び0.25未満 13点・酒気帯び0.25以上 19点）
  - 40 km/h以上50 km/h未満：6点（酒気帯び0.25未満 9点・酒気帯び0.25以上 16点）
  - 30 km/h以上40 km/h未満：6点（酒気帯び0.25未満 9点・酒気帯び0.25以上 16点）
  - 25 km/h以上30 km/h未満：3点（酒気帯び0.25未満 8点・酒気帯び0.25以上 15点）
  - 20 km/h以上25 km/h未満：2点（酒気帯び0.25未満 7点・酒気帯び0.25以上 14点）
  - 20 km/h未満：1点（酒気帯び0.25未満 7点・酒気帯び0.25以上 14点）
- 高速道路等
  - 50 km/h以上：12点（酒気帯び0.25未満 13点・酒気帯び0.25以上 19点）
  - 40 km/h以上50 km/h未満：6点（酒気帯び0.25未満 9点・酒気帯び0.25以上 16点）
  - 35 km/h以上40 km/h未満：3点（酒気帯び0.25未満 8点・酒気帯び0.25以上 15点）
  - 30 km/h以上35 km/h未満：3点（酒気帯び0.25未満 8点・酒気帯び0.25以上 15点）
  - 25 km/h以上30 km/h未満：3点（酒気帯び0.25未満 8点・酒気帯び0.25以上 15点）
  - 20 km/h以上25 km/h未満：2点（酒気帯び0.25未満 7点・酒気帯び0.25以上 14点）
  - 20 km/h未満：1点（酒気帯び0.25未満 7点・酒気帯び0.25以上 14点）

### 反則金
以下の各反則金の単位は円である。
| 速度超過                | 大型車・中型車 大型特殊    | 普通車                     | 自動二輪                   | 原付自転車 小型特殊        |
| ----------------------- | -------------------------- | -------------------------- | -------------------------- | -------------------------- |
| 30 km/h以上             | 規定なし（刑事裁判で決定） | 規定なし（刑事裁判で決定） | 規定なし（刑事裁判で決定） | 規定なし（刑事裁判で決定） |
| 25 km/h以上 30 km/h未満 | 25,000                     | 18,000                     | 15,000                     | 12,000                     |
| 20 km/h以上 25 km/h未満 | 20,000                     | 15,000                     | 12,000                     | 10,000                     |
| 15 km/h以上 20 km/h未満 | 15,000                     | 12,000                     | 9,000                      | 7,000                      |
| 15 km/h未満             | 12,000                     | 9,000                      | 7,000                      | 6,000                      |

| 速度超過                | 大型車・中型車 大型特殊    | 普通車                     | 自動二輪                   | 原付自転車 小型特殊        |
| ----------------------- | -------------------------- | -------------------------- | -------------------------- | -------------------------- |
| 40 km/h以上             | 規定なし（刑事裁判で決定） | 規定なし（刑事裁判で決定） | 規定なし（刑事裁判で決定） | 規定なし（刑事裁判で決定） |
| 35 km/h以上 40 km/h未満 | 40,000                     | 35,000                     | 30,000                     | 20,000                     |
| 30 km/h以上 35 km/h未満 | 30,000                     | 25,000                     | 20,000                     | 15,000                     |
| 25 km/h以上 30 km/h未満 | 25,000                     | 18,000                     | 15,000                     | 12,000                     |
| 20 km/h以上 25 km/h未満 | 20,000                     | 15,000                     | 12,000                     | 10,000                     |
| 15 km/h以上 20 km/h未満 | 15,000                     | 12,000                     | 9,000                      | 7,000                      |
| 15 km/h未満             | 12,000                     | 9,000                      | 7,000                      | 6,000                      |

### 不祥事
- 2020年10月2日、北海道警察はスピード違反の取り締まりにおいて、測定結果を47回にわたり偽造したなどとして、交通機動隊警部補らに対して懲戒免職などの処分を行った[76]。